# Lista över insjöar i Sverige med namn som slutar på -järvi (Lappland P-Ö)
järvi ingår i namnet på följande insjöar (P-Ö) i Lappland, Sverige som har Wikipedia-artikel:
- Paanisenjärvi (Jukkasjärvi socken, Lappland, 750957-175602), sjö i Kiruna kommun och Lappland 67°34′16″N 21°49′11″Ö / 67.57116°N 21.81971°Ö
- Paanisenjärvi (Jukkasjärvi socken, Lappland, 752099-177149), sjö i Kiruna kommun och Lappland 67°39′35″N 22°12′56″Ö / 67.65969°N 22.21557°Ö
- Pahta Koskenjärvi, sjö i Gällivare kommun och Lappland 67°10′17″N 21°09′47″Ö / 67.17133°N 21.16293°Ö
- Pahtajärvi (Gällivare socken, Lappland, 741845-176593), sjö i Gällivare kommun och Lappland 66°44′41″N 21°50′36″Ö / 66.74474°N 21.84333°Ö
- Pahtajärvi (Gällivare socken, Lappland, 743963-171729), sjö i Gällivare kommun och Lappland 66°58′30″N 20°47′08″Ö / 66.97497°N 20.78546°Ö
- Pahtajärvi (Gällivare socken, Lappland, 748745-175151), sjö i Gällivare kommun och Lappland 67°22′30″N 21°40′06″Ö / 67.37513°N 21.66827°Ö
- Pahtajärvi (Jukkasjärvi socken, Lappland, 750061-174280), sjö i Kiruna kommun och Lappland 67°30′02″N 21°29′26″Ö / 67.50046°N 21.49045°Ö
- Pahtajärvi (Jukkasjärvi socken, Lappland, 751013-176333), sjö i Kiruna kommun och Lappland 67°34′04″N 21°59′31″Ö / 67.56781°N 21.99185°Ö
- Pahtajärvi (Jukkasjärvi socken, Lappland, 751320-174593), sjö i Kiruna kommun och Lappland 67°36′27″N 21°35′33″Ö / 67.60743°N 21.59248°Ö
- Pahtajärvi (Jukkasjärvi socken, Lappland, 751640-176832), sjö i Kiruna kommun och Lappland 67°37′14″N 22°07′14″Ö / 67.62047°N 22.12052°Ö
- Pahtajärvi (Jukkasjärvi socken, Lappland, 751851-176524), sjö i Kiruna kommun och Lappland 67°38′33″N 22°03′50″Ö / 67.64238°N 22.06397°Ö
- Pahtajärvi (Jukkasjärvi socken, Lappland, 753037-170666), sjö i Kiruna kommun och Lappland 67°47′31″N 20°42′35″Ö / 67.79187°N 20.70985°Ö
- Pahtajärvi (Jukkasjärvi socken, Lappland, 753826-173895), sjö i Kiruna kommun och Lappland 67°50′26″N 21°29′16″Ö / 67.84057°N 21.48784°Ö
- Pahtajärvi (Jukkasjärvi socken, Lappland, 754239-168215), sjö i Kiruna kommun och Lappland 67°55′01″N 20°08′51″Ö / 67.91695°N 20.14757°Ö
- Pahtajärvi (Karesuando socken, Lappland, 754323-178697), sjö i Kiruna kommun och Lappland 67°50′23″N 22°37′51″Ö / 67.83973°N 22.63095°Ö
- Pahtajärvi (Karesuando socken, Lappland, 758565-176992), sjö i Kiruna kommun och Lappland 68°14′03″N 22°20′28″Ö / 68.23425°N 22.34108°Ö
- Pahtajärvi (Karesuando socken, Lappland, 759725-176608), sjö i Kiruna kommun och Lappland 68°20′34″N 22°16′35″Ö / 68.34280°N 22.27652°Ö
- Pahtajärvi (Karesuando socken, Lappland, 759996-176266), sjö i Kiruna kommun och Lappland 68°22′13″N 22°12′01″Ö / 68.37026°N 22.20014°Ö
- Painirovanjärvi, sjö i Kiruna kommun och Lappland 67°38′23″N 20°49′30″Ö / 67.63966°N 20.82496°Ö
- Paittasjärvi (Jukkasjärvi socken, Lappland), sjö i Gällivare kommun och Lappland 67°51′08″N 19°13′20″Ö / 67.85219°N 19.22211°Ö
- Paittasjärvi (Karesuando socken, Lappland), sjö i Kiruna kommun och Lappland 68°14′51″N 22°54′03″Ö / 68.24742°N 22.90096°Ö
- Paittasvuomanjärvi, sjö i Kiruna kommun och Lappland 68°12′28″N 22°52′39″Ö / 68.20777°N 22.87746°Ö
- Pajaltusjärvi, sjö i Kiruna kommun och Lappland 68°22′17″N 22°30′40″Ö / 68.37126°N 22.51101°Ö
- Pajeltisjärvi, sjö i Gällivare kommun och Lappland 66°55′59″N 20°28′34″Ö / 66.93306°N 20.47598°Ö
- Pajujänkänjärvi, sjö i Kiruna kommun och Lappland 67°59′43″N 20°04′02″Ö / 67.99515°N 20.06714°Ö
- Pajujärvi, sjö i Kiruna kommun och Lappland 68°07′16″N 21°55′30″Ö / 68.12123°N 21.92499°Ö
- Pakajärvi, sjö i Kiruna kommun och Lappland 67°55′13″N 22°17′46″Ö / 67.92032°N 22.29599°Ö
- Pakonjärvi, sjö i Gällivare kommun och Lappland 66°48′09″N 20°56′05″Ö / 66.80242°N 20.93464°Ö
- Paksapelijärvi, sjö i Gällivare kommun och Lappland 67°27′07″N 21°38′35″Ö / 67.45190°N 21.64316°Ö
- Palanenjärvi (Karesuando socken, Lappland, 757302-178747), sjö i Kiruna kommun och Lappland 68°06′22″N 22°43′16″Ö / 68.10614°N 22.72101°Ö
- Palanenjärvi (Karesuando socken, Lappland, 757488-178618), sjö i Kiruna kommun och Lappland 68°07′26″N 22°41′31″Ö / 68.12385°N 22.69204°Ö
- Paljasjärvi (Gällivare socken, Lappland), sjö i Gällivare kommun och Lappland 66°43′44″N 21°07′20″Ö / 66.72885°N 21.12212°Ö
- Paljasjärvi (Karesuando socken, Lappland), sjö i Kiruna kommun och Lappland 68°07′49″N 22°13′50″Ö / 68.13014°N 22.23046°Ö
- Pallimjärvi, sjö i Gällivare kommun och Lappland 66°53′38″N 20°38′33″Ö / 66.89381°N 20.64259°Ö
- Palojärvi (Gällivare socken, Lappland, 741548-171085), sjö i Gällivare kommun och Lappland 66°45′51″N 20°36′16″Ö / 66.76427°N 20.60456°Ö
- Palojärvi (Gällivare socken, Lappland, 743704-172045), sjö i Gällivare kommun och Lappland 66°56′58″N 20°51′10″Ö / 66.94955°N 20.85275°Ö
- Palojärvi (Gällivare socken, Lappland, 748346-173597), sjö i Gällivare kommun och Lappland 67°21′08″N 21°18′00″Ö / 67.35225°N 21.29990°Ö
- Palojärvi (Karesuando socken, Lappland), sjö i Kiruna kommun och Lappland 68°17′21″N 22°07′58″Ö / 68.28908°N 22.13280°Ö
- Palovaaranjärvi, sjö i Gällivare kommun och Lappland 66°50′15″N 22°02′51″Ö / 66.83761°N 22.04757°Ö
- Pannijärvi, sjö i Gällivare kommun och Lappland 67°03′48″N 21°16′19″Ö / 67.06328°N 21.27204°Ö
- Pantamajärvi, sjö i Kiruna kommun och Lappland 68°03′43″N 22°11′46″Ö / 68.06196°N 22.19600°Ö
- Parasjärvi, sjö i Kiruna kommun och Lappland 67°59′29″N 21°46′07″Ö / 67.99140°N 21.76867°Ö
- Pasmajärvi, sjö i Kiruna kommun och Lappland 67°46′33″N 22°07′54″Ö / 67.77583°N 22.13161°Ö
- Patajärvi, sjö i Gällivare kommun och Lappland 67°25′12″N 21°34′20″Ö / 67.41990°N 21.57232°Ö
- Paukijärvi, sjö i Gällivare kommun och Lappland 67°23′58″N 20°33′13″Ö / 67.39958°N 20.55349°Ö
- Paulujärvi, sjö i Kiruna kommun och Lappland 67°27′58″N 21°43′43″Ö / 67.46616°N 21.72854°Ö
- Pehkosenjärvi, sjö i Gällivare kommun och Lappland 67°21′30″N 21°39′38″Ö / 67.35822°N 21.66061°Ö
- Pentinjärvi, sjö i Kiruna kommun och Lappland 67°41′02″N 21°17′34″Ö / 67.68398°N 21.29273°Ö
- Peräjärvi (Jukkasjärvi socken, Lappland), sjö i Kiruna kommun och Lappland 68°01′23″N 21°42′23″Ö / 68.02317°N 21.70648°Ö
- Peräjärvi (Karesuando socken, Lappland), sjö i Kiruna kommun och Lappland 68°11′35″N 22°45′27″Ö / 68.19294°N 22.75747°Ö
- Perälautajärvi, sjö i Gällivare kommun och Lappland 67°13′30″N 21°07′28″Ö / 67.22495°N 21.12453°Ö
- Pesemejärvi, sjö i Kiruna kommun och Lappland 68°12′51″N 22°43′44″Ö / 68.21423°N 22.72902°Ö
- Pessimajärvi, sjö i Kiruna kommun och Lappland 68°00′02″N 21°53′23″Ö / 68.00055°N 21.88986°Ö
- Pessinkijärvi, sjö i Kiruna kommun och Lappland 67°55′03″N 22°45′52″Ö / 67.91746°N 22.76450°Ö
- Peurajärvi (Gällivare socken, Lappland), sjö i Gällivare kommun och Lappland 66°42′04″N 21°01′01″Ö / 66.70117°N 21.01689°Ö
- Peurajärvi (Karesuando socken, Lappland, 757870-179067), sjö i Kiruna kommun och Lappland 68°09′10″N 22°48′37″Ö / 68.15275°N 22.81036°Ö
- Peurajärvi (Karesuando socken, Lappland, 760625-176849), sjö i Kiruna kommun och Lappland 68°25′02″N 22°20′50″Ö / 68.41714°N 22.34723°Ö
- Peurajärvi (Karesuando socken, Lappland, 760769-175813), sjö i Kiruna kommun och Lappland 68°26′21″N 22°06′03″Ö / 68.43923°N 22.10094°Ö
- Peuramaanjärvi, sjö i Gällivare kommun och Lappland 66°58′13″N 21°56′49″Ö / 66.97030°N 21.94693°Ö
- Piellojärvi, sjö i Gällivare kommun och Lappland 67°13′56″N 20°08′50″Ö / 67.23216°N 20.14714°Ö
- Pieni Joukhaisjärvi, sjö i Gällivare kommun och Lappland 67°14′11″N 19°53′58″Ö / 67.23626°N 19.89947°Ö
- Pierfalajärvi (Karesuando socken, Lappland, 757485-176095), sjö i Kiruna kommun och Lappland 68°08′45″N 22°05′44″Ö / 68.14596°N 22.09568°Ö
- Pierfalajärvi (Karesuando socken, Lappland, 757517-175789), sjö i Kiruna kommun och Lappland 68°09′08″N 22°01′02″Ö / 68.15218°N 22.01713°Ö
- Pietarijärvi, sjö i Gällivare kommun och Lappland 67°28′13″N 21°10′05″Ö / 67.47030°N 21.16799°Ö
- Piettarasjärvi, sjö i Kiruna kommun och Lappland 67°55′52″N 20°39′53″Ö / 67.93120°N 20.66471°Ö
- Piippujärvi, sjö i Gällivare kommun och Lappland 66°53′05″N 21°10′18″Ö / 66.88475°N 21.17161°Ö
- Pikka-Pietarijärvi, sjö i Gällivare kommun och Lappland 67°27′46″N 20°37′30″Ö / 67.46281°N 20.62493°Ö
- Pikku Alttajärvi, sjö i Kiruna kommun och Lappland 67°47′52″N 20°33′53″Ö / 67.79769°N 20.56468°Ö
- Pikku Ammasjärvi, sjö i Gällivare kommun och Lappland 67°13′52″N 20°14′55″Ö / 67.23100°N 20.24851°Ö
- Pikku Faruoutijärvi, sjö i Gällivare kommun och Lappland 67°45′52″N 19°21′37″Ö / 67.76431°N 19.36027°Ö
- Pikku Hanhijärvi, sjö i Kiruna kommun och Lappland 68°22′46″N 22°01′49″Ö / 68.37957°N 22.03039°Ö
- Pikku Harrijärvi, sjö i Gällivare kommun och Lappland 66°49′00″N 20°27′10″Ö / 66.81663°N 20.45287°Ö
- Pikku Haukijärvi (Gällivare socken, Lappland, 741826-171622), sjö i Gällivare kommun och Lappland 66°47′05″N 20°43′21″Ö / 66.78482°N 20.72248°Ö
- Pikku Haukijärvi (Gällivare socken, Lappland, 744536-171795), sjö i Gällivare kommun och Lappland 67°01′32″N 20°48′40″Ö / 67.02568°N 20.81106°Ö
- Pikku Haukijärvi (Gällivare socken, Lappland, 748802-176193), sjö i Gällivare kommun och Lappland 67°22′10″N 21°54′43″Ö / 67.36937°N 21.91200°Ö
- Pikku Huhtajärvi, sjö i Kiruna kommun och Lappland 67°44′48″N 22°23′11″Ö / 67.74653°N 22.38647°Ö
- Pikku Joukhaisjärvi, sjö i Kiruna kommun och Lappland 67°47′02″N 22°27′47″Ö / 67.78386°N 22.46317°Ö
- Pikku Juovajärvi, sjö i Kiruna kommun och Lappland 67°46′08″N 20°01′42″Ö / 67.76896°N 20.02829°Ö
- Pikku Jäkäläjärvi, sjö i Kiruna kommun och Lappland 68°32′55″N 21°51′10″Ö / 68.54869°N 21.85269°Ö
- Pikku Kaakkurijärvi, sjö i Gällivare kommun och Lappland 66°40′00″N 20°58′19″Ö / 66.66659°N 20.97194°Ö
- Pikku Kaartijärvi (Gällivare socken, Lappland, 742603-171892), sjö i Gällivare kommun och Lappland 66°51′08″N 20°47′52″Ö / 66.85231°N 20.79772°Ö
- Pikku Kaartijärvi (Gällivare socken, Lappland, 743477-174094), sjö i Gällivare kommun och Lappland 66°54′49″N 21°18′53″Ö / 66.91374°N 21.31480°Ö
- Pikku Kieppajärvi, sjö i Kiruna kommun och Lappland 67°31′09″N 21°58′58″Ö / 67.51919°N 21.98265°Ö
- Pikku Kirkasjärvi, sjö i Gällivare kommun och Lappland 66°58′15″N 20°50′23″Ö / 66.97083°N 20.83972°Ö
- Pikku Koirajärvi, sjö i Kiruna kommun och Lappland 68°24′41″N 22°07′27″Ö / 68.41152°N 22.12427°Ö
- Pikku Kortetjärvi, sjö i Kiruna kommun och Lappland 67°58′54″N 20°21′01″Ö / 67.98173°N 20.35031°Ö
- Pikku Koskamajärvi, sjö i Gällivare kommun och Lappland 67°04′20″N 21°17′36″Ö / 67.07226°N 21.29344°Ö
- Pikku Kulojärvi, sjö i Kiruna kommun och Lappland 67°38′47″N 21°13′57″Ö / 67.64651°N 21.23248°Ö
- Pikku Kuolpajärvi, sjö i Gällivare kommun och Lappland 66°59′55″N 20°34′55″Ö / 66.99857°N 20.58186°Ö
- Pikku Kuusijärvi (Gällivare socken, Lappland), sjö i Gällivare kommun och Lappland 67°24′54″N 21°46′20″Ö / 67.41495°N 21.77221°Ö
- Pikku Kuusijärvi (Jukkasjärvi socken, Lappland), sjö i Kiruna kommun och Lappland 67°28′33″N 21°58′52″Ö / 67.47585°N 21.98122°Ö
- Pikku Laurijärvi, sjö i Kiruna kommun och Lappland 67°27′46″N 21°51′14″Ö / 67.46267°N 21.85389°Ö
- Pikku Lavajärvi, sjö i Gällivare kommun och Lappland 67°23′58″N 21°15′12″Ö / 67.39944°N 21.25327°Ö
- Pikku Luongasjärvi, sjö i Kiruna kommun och Lappland 67°38′41″N 21°05′43″Ö / 67.64475°N 21.09529°Ö
- Pikku Luoptijärvi, sjö i Gällivare kommun och Lappland 66°57′32″N 20°56′10″Ö / 66.95901°N 20.93619°Ö
- Pikku Marsijärvi, sjö i Gällivare kommun och Lappland 67°24′51″N 21°14′11″Ö / 67.41405°N 21.23626°Ö
- Pikku Mikkeljärvi, sjö i Kiruna kommun och Lappland 67°42′19″N 21°41′18″Ö / 67.70522°N 21.68842°Ö
- Pikku Myllyjärvi, sjö i Gällivare kommun och Lappland 66°49′41″N 21°04′02″Ö / 66.82800°N 21.06716°Ö
- Pikku Namalajärvi, sjö i Kiruna kommun och Lappland 68°03′55″N 23°04′20″Ö / 68.06539°N 23.07236°Ö
- Pikku Naulajärvi, sjö i Gällivare kommun och Lappland 66°54′26″N 20°48′07″Ö / 66.90711°N 20.80206°Ö
- Pikku Paanisenjärvi, sjö i Kiruna kommun och Lappland 67°39′15″N 22°11′55″Ö / 67.65424°N 22.19870°Ö
- Pikku Palkkujärvi, sjö i Kiruna kommun och Lappland 68°23′19″N 22°05′07″Ö / 68.38867°N 22.08540°Ö
- Pikku Palojärvi, sjö i Gällivare kommun och Lappland 66°42′10″N 21°57′49″Ö / 66.70271°N 21.96353°Ö
- Pikku Peurajärvi, sjö i Gällivare kommun och Lappland 66°54′30″N 20°55′06″Ö / 66.90833°N 20.91842°Ö
- Pikku Poksujärvi, sjö i Gällivare kommun och Lappland 67°10′29″N 21°10′09″Ö / 67.17462°N 21.16922°Ö
- Pikku Pouhtujärvi, sjö i Kiruna kommun och Lappland 67°42′15″N 22°20′08″Ö / 67.70427°N 22.33545°Ö
- Pikku Puolamajärvi, sjö i Gällivare kommun och Lappland 66°58′14″N 20°40′57″Ö / 66.97053°N 20.68240°Ö
- Pikku Raukajärvi, sjö i Gällivare kommun och Lappland 66°57′47″N 20°53′42″Ö / 66.96304°N 20.89503°Ö
- Pikku Rautujärvi, sjö i Kiruna kommun och Lappland 68°26′35″N 22°11′20″Ö / 68.44318°N 22.18897°Ö
- Pikku Risujänkänjärvi, sjö i Kiruna kommun och Lappland 67°46′13″N 20°04′57″Ö / 67.77034°N 20.08239°Ö
- Pikku Salmijärvi (Gällivare socken, Lappland, 749435-173419), sjö i Gällivare kommun och Lappland 67°26′53″N 21°16′37″Ö / 67.44802°N 21.27706°Ö
- Pikku Salmijärvi (Gällivare socken, Lappland, 750468-169495), sjö i Gällivare kommun och Lappland 67°34′18″N 20°23′07″Ö / 67.57160°N 20.38519°Ö
- Pikku Sarkajärvi, sjö i Kiruna kommun och Lappland 67°56′38″N 21°00′00″Ö / 67.94394°N 21.00010°Ö
- Pikku Soitolajärvi, sjö i Kiruna kommun och Lappland 67°43′00″N 21°13′44″Ö / 67.71679°N 21.22885°Ö
- Pikku Svierkkujärvi, sjö i Gällivare kommun och Lappland 67°11′53″N 20°04′47″Ö / 67.19813°N 20.07963°Ö
- Pikku Särkijärvi, sjö i Kiruna kommun och Lappland 67°41′35″N 21°00′14″Ö / 67.69302°N 21.00392°Ö
- Pikku Talinperäjärvi, sjö i Kiruna kommun och Lappland 67°52′37″N 22°14′08″Ö / 67.87686°N 22.23557°Ö
- Pikku Talvitiejärvi, sjö i Gällivare kommun och Lappland 67°33′52″N 20°08′09″Ö / 67.56435°N 20.13588°Ö
- Pikku Tavikanjärvi, sjö i Gällivare kommun och Lappland 66°55′14″N 21°04′04″Ö / 66.92043°N 21.06785°Ö
- Pikku-Ahvenjärvi, sjö i Kiruna kommun och Lappland 67°35′15″N 22°11′51″Ö / 67.58737°N 22.19754°Ö
- Pikku-Nälkäjärvi, sjö i Gällivare kommun och Lappland 67°26′47″N 21°03′46″Ö / 67.44643°N 21.06281°Ö
- Pikku-Suolajärvi, sjö i Gällivare kommun och Lappland 66°51′17″N 21°53′59″Ö / 66.85473°N 21.89979°Ö
- Pikkujärvi (Gällivare socken, Lappland, 749019-175848), sjö i Gällivare kommun och Lappland 67°23′37″N 21°50′09″Ö / 67.39359°N 21.83586°Ö
- Pikkujärvi (Gällivare socken, Lappland, 749278-172701), sjö i Gällivare kommun och Lappland 67°26′33″N 21°06′39″Ö / 67.44242°N 21.11087°Ö
- Pikkujärvi (Gällivare socken, Lappland, 751817-168045), sjö i Gällivare kommun och Lappland 67°42′05″N 20°04′03″Ö / 67.70146°N 20.06748°Ö
- Pikkujärvi (Jukkasjärvi socken, Lappland, 750919-176147), sjö i Kiruna kommun och Lappland 67°33′37″N 21°56′43″Ö / 67.56022°N 21.94533°Ö
- Pikkujärvi (Jukkasjärvi socken, Lappland, 752932-167114), sjö i Kiruna kommun och Lappland 67°48′24″N 19°51′56″Ö / 67.80678°N 19.86550°Ö
- Pikkujärvi (Jukkasjärvi socken, Lappland, 753601-176785), sjö i Kiruna kommun och Lappland 67°47′38″N 22°09′39″Ö / 67.79396°N 22.16081°Ö
- Pikkujärvi (Jukkasjärvi socken, Lappland, 756194-175613), sjö i Kiruna kommun och Lappland 68°02′11″N 21°56′54″Ö / 68.03645°N 21.94840°Ö
- Pikkujärvi (Jukkasjärvi socken, Lappland, 756310-175162), sjö i Kiruna kommun och Lappland 68°03′00″N 21°50′15″Ö / 68.05010°N 21.83751°Ö
- Pilkasjärvi, sjö i Kiruna kommun och Lappland 67°46′15″N 21°46′00″Ö / 67.77096°N 21.76654°Ö
- Pilkkarijärvi, sjö i Kiruna kommun och Lappland 67°33′31″N 21°05′24″Ö / 67.55868°N 21.08990°Ö
- Pilkkujärvi, sjö i Gällivare kommun och Lappland 67°26′14″N 21°13′36″Ö / 67.43721°N 21.22680°Ö
- Pingisjärvi, sjö i Kiruna kommun och Lappland 68°14′17″N 23°02′36″Ö / 68.23792°N 23.04329°Ö
- Pirtsojärvi, sjö i Kiruna kommun och Lappland 68°20′18″N 20°52′28″Ö / 68.33844°N 20.87431°Ö
- Pirttimysjärvi, sjö i Kiruna kommun och Lappland 68°15′20″N 20°39′51″Ö / 68.25545°N 20.66410°Ö
- Pirujärvi, sjö i Gällivare kommun och Lappland 66°51′56″N 20°57′38″Ö / 66.86543°N 20.96043°Ö
- Pitkäjärvi (Gällivare socken, Lappland, 741621-171181), sjö i Gällivare kommun och Lappland 66°46′10″N 20°37′08″Ö / 66.76958°N 20.61902°Ö
- Pitkäjärvi (Gällivare socken, Lappland, 742811-172529), sjö i Gällivare kommun och Lappland 66°51′58″N 20°56′46″Ö / 66.86625°N 20.94620°Ö
- Pitkäjärvi (Gällivare socken, Lappland, 746635-167444), sjö i Gällivare kommun och Lappland 67°14′35″N 19°51′50″Ö / 67.24318°N 19.86400°Ö
- Pitkäjärvi (Gällivare socken, Lappland, 749108-174026), sjö i Gällivare kommun och Lappland 67°25′09″N 21°24′40″Ö / 67.41903°N 21.41105°Ö
- Pitkäjärvi (Gällivare socken, Lappland, 749280-171355), sjö i Gällivare kommun och Lappland 67°27′17″N 20°47′32″Ö / 67.45484°N 20.79220°Ö
- Pitkäjärvi (Gällivare socken, Lappland, 749527-173225), sjö i Gällivare kommun och Lappland 67°27′27″N 21°14′18″Ö / 67.45761°N 21.23825°Ö
- Pitkäjärvi (Gällivare socken, Lappland, 749642-173043), sjö i Gällivare kommun och Lappland 67°28′26″N 21°11′29″Ö / 67.47384°N 21.19131°Ö
- Pitkäjärvi (Gällivare socken, Lappland, 752125-167912), sjö i Gällivare kommun och Lappland 67°43′46″N 20°02′40″Ö / 67.72938°N 20.04437°Ö
- Pitkäjärvi (Jukkasjärvi socken, Lappland, 749801-173217), sjö i Kiruna kommun och Lappland 67°29′11″N 21°14′57″Ö / 67.48647°N 21.24909°Ö
- Pitkäjärvi (Jukkasjärvi socken, Lappland, 749858-176053), sjö i Kiruna kommun och Lappland 67°27′53″N 21°54′19″Ö / 67.46478°N 21.90535°Ö
- Pitkäjärvi (Jukkasjärvi socken, Lappland, 749871-174024), sjö i Kiruna kommun och Lappland 67°28′57″N 21°24′31″Ö / 67.48254°N 21.40870°Ö
- Pitkäjärvi (Jukkasjärvi socken, Lappland, 750524-175635), sjö i Kiruna kommun och Lappland 67°31′40″N 21°49′21″Ö / 67.52775°N 21.82255°Ö
- Pitkäjärvi (Jukkasjärvi socken, Lappland, 750567-175979), sjö i Kiruna kommun och Lappland 67°32′00″N 21°53′49″Ö / 67.53334°N 21.89692°Ö
- Pitkäjärvi (Jukkasjärvi socken, Lappland, 750797-176565), sjö i Kiruna kommun och Lappland 67°32′45″N 22°02′37″Ö / 67.54575°N 22.04353°Ö
- Pitkäjärvi (Jukkasjärvi socken, Lappland, 751382-176980), sjö i Kiruna kommun och Lappland 67°35′52″N 22°09′37″Ö / 67.59784°N 22.16025°Ö
- Pitkäjärvi (Jukkasjärvi socken, Lappland, 751686-171717), sjö i Kiruna kommun och Lappland 67°39′53″N 20°55′42″Ö / 67.66484°N 20.92842°Ö
- Pitkäjärvi (Jukkasjärvi socken, Lappland, 752641-177744), sjö i Kiruna kommun och Lappland 67°42′01″N 22°21′44″Ö / 67.70022°N 22.36230°Ö
- Pitkäjärvi (Jukkasjärvi socken, Lappland, 752847-167701), sjö i Kiruna kommun och Lappland 67°47′45″N 19°59′36″Ö / 67.79583°N 19.99325°Ö
- Pitkäjärvi (Jukkasjärvi socken, Lappland, 754018-171617), sjö i Kiruna kommun och Lappland 67°52′08″N 20°57′40″Ö / 67.86900°N 20.96119°Ö
- Pitkäjärvi (Jukkasjärvi socken, Lappland, 754026-174657), sjö i Kiruna kommun och Lappland 67°51′08″N 21°40′31″Ö / 67.85221°N 21.67525°Ö
- Pitkäjärvi (Jukkasjärvi socken, Lappland, 754211-171936), sjö i Kiruna kommun och Lappland 67°53′06″N 21°00′59″Ö / 67.88488°N 21.01649°Ö
- Pitkäjärvi (Jukkasjärvi socken, Lappland, 754660-168900), sjö i Kiruna kommun och Lappland 67°57′03″N 20°18′49″Ö / 67.95093°N 20.31366°Ö
- Pitkäjärvi (Jukkasjärvi socken, Lappland, 754799-169566), sjö i Kiruna kommun och Lappland 67°57′35″N 20°28′57″Ö / 67.95978°N 20.48238°Ö
- Pitkäjärvi (Jukkasjärvi socken, Lappland, 755872-168765), sjö i Kiruna kommun och Lappland 68°04′12″N 20°18′14″Ö / 68.06999°N 20.30377°Ö
- Pitkäjärvi (Jukkasjärvi socken, Lappland, 756218-176084), sjö i Kiruna kommun och Lappland 68°02′15″N 22°03′50″Ö / 68.03741°N 22.06386°Ö
- Pitkäjärvi (Jukkasjärvi socken, Lappland, 756298-175220), sjö i Kiruna kommun och Lappland 68°02′57″N 21°51′37″Ö / 68.04917°N 21.86036°Ö
- Pitkäjärvi (Jukkasjärvi socken, Lappland, 757179-175559), sjö i Kiruna kommun och Lappland 68°07′35″N 21°57′11″Ö / 68.12639°N 21.95316°Ö
- Pitkäjärvi (Jukkasjärvi socken, Lappland, 759291-169177), sjö i Kiruna kommun och Lappland 68°21′31″N 20°28′29″Ö / 68.35867°N 20.47459°Ö
- Pitkäjärvi (Karesuando socken, Lappland, 756430-180230), sjö i Kiruna kommun och Lappland 68°00′39″N 23°02′39″Ö / 68.01091°N 23.04410°Ö
- Pitkäjärvi (Karesuando socken, Lappland, 758454-177047), sjö i Kiruna kommun och Lappland 68°13′12″N 22°20′23″Ö / 68.21990°N 22.33964°Ö
- Pitkäjärvi (Karesuando socken, Lappland, 758550-178864), sjö i Kiruna kommun och Lappland 68°13′01″N 22°47′11″Ö / 68.21696°N 22.78639°Ö
- Pitkäjärvi (Karesuando socken, Lappland, 758652-180045), sjö i Kiruna kommun och Lappland 68°12′41″N 23°04′01″Ö / 68.21145°N 23.06693°Ö
- Pitkäjärvi (Karesuando socken, Lappland, 758909-177111), sjö i Kiruna kommun och Lappland 68°15′27″N 22°21′37″Ö / 68.25754°N 22.36040°Ö
- Pitkäjärvi (Karesuando socken, Lappland, 759524-176482), sjö i Kiruna kommun och Lappland 68°19′11″N 22°13′56″Ö / 68.31975°N 22.23220°Ö
- Pitkäjärvi (Karesuando socken, Lappland, 759886-178773), sjö i Kiruna kommun och Lappland 68°20′19″N 22°47′57″Ö / 68.33856°N 22.79918°Ö
- Pitkäjärvi (Karesuando socken, Lappland, 760695-176700), sjö i Kiruna kommun och Lappland 68°25′35″N 22°19′09″Ö / 68.42644°N 22.31909°Ö
- Pitkäjärvi (Karesuando socken, Lappland, 763719-170852), sjö i Kiruna kommun och Lappland 68°44′11″N 20°58′02″Ö / 68.73635°N 20.96727°Ö
- Pitsijärvi, sjö i Kiruna kommun och Lappland 68°08′04″N 22°22′42″Ö / 68.13458°N 22.37838°Ö
- Poijakkajärvi, sjö i Gällivare kommun och Lappland 67°24′01″N 21°38′46″Ö / 67.40023°N 21.64615°Ö
- Poikkitievanjärvi, sjö i Kiruna kommun och Lappland 67°44′11″N 22°11′35″Ö / 67.73641°N 22.19313°Ö
- Pokijärvi, sjö i Gällivare kommun och Lappland 66°42′10″N 20°54′48″Ö / 66.70277°N 20.91343°Ö
- Poksujärvi, sjö i Gällivare kommun och Lappland 67°10′40″N 21°10′23″Ö / 67.17773°N 21.17316°Ö
- Pontajärvi, sjö i Gällivare kommun och Lappland 67°19′50″N 20°42′29″Ö / 67.33049°N 20.70799°Ö
- Porattomajärvi, sjö i Kiruna kommun och Lappland 68°10′17″N 22°48′31″Ö / 68.17140°N 22.80856°Ö
- Porojärvi (Gällivare socken, Lappland), sjö i Gällivare kommun och Lappland 67°23′02″N 21°28′26″Ö / 67.38390°N 21.47384°Ö
- Porojärvi (Karesuando socken, Lappland), sjö i Kiruna kommun och Lappland 68°04′27″N 23°02′01″Ö / 68.07413°N 23.03362°Ö
- Porokotajärvi, sjö i Kiruna kommun och Lappland 68°08′36″N 22°24′19″Ö / 68.14324°N 22.40528°Ö
- Porrajärvi, sjö i Gällivare kommun och Lappland 67°27′35″N 21°39′17″Ö / 67.45959°N 21.65466°Ö
- Posiojärvi, sjö i Kiruna kommun och Lappland 67°40′33″N 21°36′03″Ö / 67.67579°N 21.60081°Ö
- Pounikonjärvi, sjö i Kiruna kommun och Lappland 68°01′30″N 22°38′31″Ö / 68.02500°N 22.64202°Ö
- Pounujärvi (Jukkasjärvi socken, Lappland), sjö i Kiruna kommun och Lappland 67°44′39″N 20°55′40″Ö / 67.74426°N 20.92777°Ö
- Pounujärvi (Karesuando socken, Lappland), sjö i Kiruna kommun och Lappland 68°15′58″N 22°02′03″Ö / 68.26607°N 22.03409°Ö
- Pousujärvi, sjö i Kiruna kommun och Lappland 68°51′00″N 21°08′03″Ö / 68.84988°N 21.13418°Ö
- Poutisjärvi, sjö i Gällivare kommun och Lappland 66°55′19″N 20°54′00″Ö / 66.92206°N 20.89999°Ö
- Prunttijärvi (Gällivare socken, Lappland), sjö i Gällivare kommun och Lappland 66°53′45″N 21°14′36″Ö / 66.89570°N 21.24340°Ö
- Prunttijärvi (Jukkasjärvi socken, Lappland), sjö i Kiruna kommun och Lappland 67°55′17″N 20°28′01″Ö / 67.92148°N 20.46702°Ö
- Puksujärvi (Gällivare socken, Lappland, 744378-173049), sjö i Gällivare kommun och Lappland 67°00′11″N 21°05′43″Ö / 67.00298°N 21.09517°Ö
- Puksujärvi (Gällivare socken, Lappland, 744619-173496), sjö i Gällivare kommun och Lappland 67°01′13″N 21°12′05″Ö / 67.02036°N 21.20137°Ö
- Pulmukkajärvi, sjö i Gällivare kommun och Lappland 67°14′51″N 21°32′33″Ö / 67.24739°N 21.54242°Ö
- Pulsujärvi, sjö i Kiruna kommun och Lappland 68°24′20″N 21°06′25″Ö / 68.40548°N 21.10681°Ö
- Pumppusenjärvi, sjö i Kiruna kommun och Lappland 67°45′27″N 22°06′05″Ö / 67.75763°N 22.10149°Ö
- Punajärvi, sjö i Gällivare kommun och Lappland 66°49′35″N 20°46′57″Ö / 66.82636°N 20.78239°Ö
- Puolsajärvi, sjö i Kiruna kommun och Lappland 68°12′11″N 22°19′31″Ö / 68.20316°N 22.32540°Ö
- Puoltikasjärvi, sjö i Gällivare kommun och Lappland 67°26′53″N 21°06′37″Ö / 67.44811°N 21.11027°Ö
- Puolvajärvi, sjö i Gällivare kommun och Lappland 67°24′22″N 21°21′18″Ö / 67.40622°N 21.35493°Ö
- Purnojärvi, sjö i Kiruna kommun och Lappland 67°48′06″N 21°11′57″Ö / 67.80170°N 21.19910°Ö
- Purtilojärvi, sjö i Gällivare kommun och Lappland 67°05′35″N 21°12′29″Ö / 67.09308°N 21.20814°Ö
- Pussijärvi, sjö i Kiruna kommun och Lappland 67°57′02″N 20°25′46″Ö / 67.95067°N 20.42936°Ö
- Puurojärvi (Gällivare socken, Lappland), sjö i Gällivare kommun och Lappland 67°04′18″N 21°32′43″Ö / 67.07165°N 21.54523°Ö
- Puurojärvi (Jukkasjärvi socken, Lappland), sjö i Kiruna kommun och Lappland 67°23′29″N 21°59′55″Ö / 67.39145°N 21.99861°Ö
- Pysäjänkänjärvi, sjö i Kiruna kommun och Lappland 67°40′05″N 21°29′23″Ö / 67.66793°N 21.48980°Ö
- Pysäjärvi, sjö i Kiruna kommun och Lappland 67°39′56″N 21°31′14″Ö / 67.66542°N 21.52042°Ö
- Pyytöjärvi, sjö i Kiruna kommun och Lappland 67°46′12″N 22°21′12″Ö / 67.77003°N 22.35337°Ö
- Päähjärvi, sjö i Gällivare kommun och Lappland 67°23′28″N 21°23′28″Ö / 67.39111°N 21.39115°Ö
- Päällysjärvi, sjö i Kiruna kommun och Lappland 67°57′38″N 20°38′24″Ö / 67.96060°N 20.64001°Ö
- Raakeenjärvi, sjö i Gällivare kommun och Lappland 67°44′51″N 19°54′05″Ö / 67.74740°N 19.90141°Ö
- Raakejärvi (Jukkasjärvi socken, Lappland), sjö i Kiruna kommun och Lappland 67°43′18″N 22°15′37″Ö / 67.72169°N 22.26032°Ö
- Raakejärvi (Karesuando socken, Lappland), sjö i Kiruna kommun och Lappland 68°18′03″N 22°08′49″Ö / 68.30070°N 22.14699°Ö
- Raamutjärvi, sjö i Gällivare kommun och Lappland 67°22′56″N 21°36′14″Ö / 67.38232°N 21.60389°Ö
- Raatukkajärvi, sjö i Gällivare kommun och Lappland 66°57′00″N 21°17′17″Ö / 66.95001°N 21.28813°Ö
- Rahajärvi, sjö i Gällivare kommun och Lappland 67°07′48″N 21°04′29″Ö / 67.13002°N 21.07469°Ö
- Rahtusenjärvi, sjö i Kiruna kommun och Lappland 67°44′17″N 22°09′47″Ö / 67.73813°N 22.16297°Ö
- Raikattijärvi, sjö i Kiruna kommun och Lappland 67°44′53″N 21°47′01″Ö / 67.74801°N 21.78372°Ö
- Raitisjärvi, sjö i Gällivare kommun och Lappland 67°04′30″N 21°15′38″Ö / 67.07510°N 21.26064°Ö
- Rajajärvi (Jukkasjärvi socken, Lappland), sjö i Kiruna kommun och Lappland 67°36′10″N 22°10′22″Ö / 67.60285°N 22.17270°Ö
- Rajajärvi (Karesuando socken, Lappland), sjö i Kiruna kommun och Lappland 68°24′38″N 22°37′48″Ö / 68.41067°N 22.62988°Ö
- Rakkekajärvi, sjö i Gällivare kommun och Lappland 66°56′30″N 20°55′22″Ö / 66.94165°N 20.92266°Ö
- Rakkurijärvi (Jukkasjärvi socken, Lappland, 752558-168274), sjö i Kiruna kommun och Lappland 67°46′18″N 20°09′12″Ö / 67.77179°N 20.15336°Ö
- Rakkurijärvi (Jukkasjärvi socken, Lappland, 753495-176849), sjö i Kiruna kommun och Lappland 67°47′16″N 22°10′47″Ö / 67.78764°N 22.17979°Ö
- Ramlajärvi, sjö i Gällivare kommun och Lappland 67°20′46″N 20°37′41″Ö / 67.34612°N 20.62819°Ö
- Ramppajärvi, sjö i Gällivare kommun och Lappland 66°55′36″N 21°30′46″Ö / 66.92669°N 21.51288°Ö
- Ranta Kuorpojärvi, sjö i Gällivare kommun och Lappland 67°25′51″N 21°00′26″Ö / 67.43088°N 21.00717°Ö
- Rapakkojärvi (Gällivare socken, Lappland, 741766-171975), sjö i Gällivare kommun och Lappland 66°46′31″N 20°48′19″Ö / 66.77529°N 20.80529°Ö
- Rapakkojärvi (Gällivare socken, Lappland, 742091-172915), sjö i Gällivare kommun och Lappland 66°47′57″N 21°01′12″Ö / 66.79908°N 21.02013°Ö
- Rapakkojärvi (Gällivare socken, Lappland, 745933-173006), sjö i Gällivare kommun och Lappland 67°08′29″N 21°06′54″Ö / 67.14145°N 21.11512°Ö
- Rapakkojärvi (Jukkasjärvi socken, Lappland), sjö i Kiruna kommun och Lappland 67°40′42″N 21°05′17″Ö / 67.67835°N 21.08796°Ö
- Rapakkojärvi (Karesuando socken, Lappland), sjö i Kiruna kommun och Lappland 68°21′36″N 22°38′59″Ö / 68.36002°N 22.64977°Ö
- Rasikkajärvi, sjö i Kiruna kommun och Lappland 68°08′45″N 21°04′23″Ö / 68.14575°N 21.07304°Ö
- Rassikajärvi, sjö i Kiruna kommun och Lappland 68°10′28″N 21°08′09″Ö / 68.17450°N 21.13596°Ö
- Raukajärvi, sjö i Gällivare kommun och Lappland 66°57′47″N 20°54′26″Ö / 66.96292°N 20.90717°Ö
- Raukkajärvi (Gällivare socken, Lappland, 745134-173582), sjö i Gällivare kommun och Lappland 67°03′53″N 21°13′50″Ö / 67.06470°N 21.23062°Ö
- Raukkajärvi (Gällivare socken, Lappland, 746815-172236), sjö i Gällivare kommun och Lappland 67°13′38″N 20°57′06″Ö / 67.22710°N 20.95163°Ö
- Raurasjärvi, sjö i Gällivare kommun och Lappland 66°58′40″N 21°00′48″Ö / 66.97781°N 21.01320°Ö
- Rautajärvi (Gällivare socken, Lappland, 743121-176292), sjö i Gällivare kommun och Lappland 66°51′55″N 21°47′50″Ö / 66.86541°N 21.79717°Ö
- Rautajärvi (Gällivare socken, Lappland, 744945-174415), sjö i Gällivare kommun och Lappland 67°02′32″N 21°25′05″Ö / 67.04218°N 21.41796°Ö
- Rautajärvi (Karesuando socken, Lappland), sjö i Kiruna kommun och Lappland 68°17′58″N 22°02′45″Ö / 68.29958°N 22.04570°Ö
- Rautojärvi, sjö i Kiruna kommun och Lappland 67°51′47″N 21°03′13″Ö / 67.86292°N 21.05353°Ö
- Rautujärvi (Gällivare socken, Lappland), sjö i Gällivare kommun och Lappland 67°18′54″N 20°52′34″Ö / 67.31511°N 20.87600°Ö
- Rautujärvi (Karesuando socken, Lappland, 756333-178048), sjö i Kiruna kommun och Lappland 68°01′36″N 22°32′01″Ö / 68.02660°N 22.53350°Ö
- Rautujärvi (Karesuando socken, Lappland, 761828-173437), sjö i Kiruna kommun och Lappland 68°33′00″N 21°32′58″Ö / 68.55000°N 21.54937°Ö
- Rautusakarajärvi, sjö i Kiruna kommun och Lappland 67°48′38″N 21°05′22″Ö / 67.81050°N 21.08956°Ö
- Reitarijärvi, sjö i Kiruna kommun och Lappland 68°24′01″N 22°03′04″Ö / 68.40041°N 22.05103°Ö
- Rengasjärvi, sjö i Gällivare kommun och Lappland 67°27′35″N 21°25′51″Ö / 67.45973°N 21.43075°Ö
- Rienakkajärvi, sjö i Kiruna kommun och Lappland 68°10′42″N 21°00′24″Ö / 68.17834°N 21.00658°Ö
- Riikasjärvi (Karesuando socken, Lappland, 757772-177060), sjö i Kiruna kommun och Lappland 68°10′07″N 22°20′12″Ö / 68.16867°N 22.33662°Ö
- Riikasjärvi (Karesuando socken, Lappland, 758675-175454), sjö i Kiruna kommun och Lappland 68°15′33″N 21°57′48″Ö / 68.25909°N 21.96321°Ö
- Riikijärvi, sjö i Gällivare kommun och Lappland 67°18′23″N 21°45′24″Ö / 67.30635°N 21.75674°Ö
- Rimpijärvi (Gällivare socken, Lappland), sjö i Gällivare kommun och Lappland 67°09′36″N 21°16′45″Ö / 67.15992°N 21.27915°Ö
- Rimpijärvi (Jukkasjärvi socken, Lappland), sjö i Kiruna kommun och Lappland 67°30′27″N 22°02′13″Ö / 67.50755°N 22.03699°Ö
- Rinkajärvi, sjö i Kiruna kommun och Lappland 67°47′21″N 21°58′58″Ö / 67.78911°N 21.98267°Ö
- Ripakaisenjärvi, sjö i Kiruna kommun och Lappland 67°49′18″N 21°44′37″Ö / 67.82175°N 21.74356°Ö
- Ripakkajärvi (Gällivare socken, Lappland), sjö i Gällivare kommun och Lappland 67°37′44″N 20°24′38″Ö / 67.62885°N 20.41047°Ö
- Ripakkajärvi (Jukkasjärvi socken, Lappland), sjö i Kiruna kommun och Lappland 67°47′06″N 20°08′34″Ö / 67.78492°N 20.14274°Ö
- Ripakkojärvi (Gällivare socken, Lappland, 742250-172889), sjö i Gällivare kommun och Lappland 66°48′24″N 21°01′11″Ö / 66.80674°N 21.01971°Ö
- Ripakkojärvi (Gällivare socken, Lappland, 743899-171888), sjö i Gällivare kommun och Lappland 66°58′11″N 20°49′15″Ö / 66.96972°N 20.82089°Ö
- Ripukkajärvi (Gällivare socken, Lappland), sjö i Gällivare kommun och Lappland 67°23′45″N 21°37′32″Ö / 67.39585°N 21.62543°Ö
- Ripukkajärvi (Jukkasjärvi socken, Lappland), sjö i Kiruna kommun och Lappland 67°29′45″N 21°23′16″Ö / 67.49595°N 21.38769°Ö
- Ripukkakaivosjärvi, sjö i Gällivare kommun och Lappland 67°23′44″N 21°36′42″Ö / 67.39563°N 21.61158°Ö
- Riskajärvi, sjö i Kiruna kommun och Lappland 68°43′33″N 20°57′28″Ö / 68.72586°N 20.95765°Ö
- Ristijärvi (Gällivare socken, Lappland, 748848-173861), sjö i Gällivare kommun och Lappland 67°23′34″N 21°22′28″Ö / 67.39268°N 21.37446°Ö
- Ristijärvi (Gällivare socken, Lappland, 749396-174486), sjö i Gällivare kommun och Lappland 67°26′13″N 21°31′52″Ö / 67.43685°N 21.53098°Ö
- Ristijärvi (Jukkasjärvi socken, Lappland, 750819-176559), sjö i Kiruna kommun och Lappland 67°32′52″N 22°02′34″Ö / 67.54776°N 22.04265°Ö
- Ristijärvi (Jukkasjärvi socken, Lappland, 757906-174897), sjö i Kiruna kommun och Lappland 68°11′39″N 21°48′58″Ö / 68.19427°N 21.81621°Ö
- Ristinasjärvi, sjö i Kiruna kommun och Lappland 68°56′41″N 20°48′31″Ö / 68.94484°N 20.80857°Ö
- Risunjänkänjärvi, sjö i Kiruna kommun och Lappland 67°46′14″N 20°05′35″Ö / 67.77042°N 20.09308°Ö
- Ritasjärvi, sjö i Kiruna kommun och Lappland 67°45′37″N 20°46′31″Ö / 67.76022°N 20.77535°Ö
- Ritkäjärvi, sjö i Kiruna kommun och Lappland 67°45′54″N 22°05′00″Ö / 67.76500°N 22.08327°Ö
- Rokkijärvi (Gällivare socken, Lappland, 740752-173787), sjö i Gällivare kommun och Lappland 66°40′22″N 21°11′29″Ö / 66.67289°N 21.19128°Ö
- Rokkijärvi (Gällivare socken, Lappland, 742096-172133), sjö i Gällivare kommun och Lappland 66°48′19″N 20°50′35″Ö / 66.80528°N 20.84310°Ö
- Rokkijärvi (Gällivare socken, Lappland, 742760-172166), sjö i Gällivare kommun och Lappland 66°51′49″N 20°52′15″Ö / 66.86374°N 20.87092°Ö
- Rokkijärvi (Gällivare socken, Lappland, 743839-171880), sjö i Gällivare kommun och Lappland 66°57′54″N 20°48′53″Ö / 66.96487°N 20.81484°Ö
- Romsijärvi, sjö i Gällivare kommun och Lappland 67°06′47″N 20°50′49″Ö / 67.11301°N 20.84694°Ö
- Ronasjärvi, sjö i Kiruna kommun och Lappland 67°29′17″N 21°18′20″Ö / 67.48798°N 21.30553°Ö
- Roninkijärvi, sjö i Gällivare kommun och Lappland 66°59′28″N 21°34′51″Ö / 66.99099°N 21.58089°Ö
- Rontinkijärvi, sjö i Kiruna kommun och Lappland 67°39′23″N 21°34′17″Ö / 67.65641°N 21.57143°Ö
- Rottumajärvi, sjö i Gällivare kommun och Lappland 67°18′52″N 20°55′38″Ö / 67.31438°N 20.92732°Ö
- Roukajärvi, sjö i Gällivare kommun och Lappland 66°59′02″N 21°34′15″Ö / 66.98379°N 21.57090°Ö
- Rovajärvi (Gällivare socken, Lappland, 741941-177148), sjö i Gällivare kommun och Lappland 66°45′06″N 21°58′13″Ö / 66.75178°N 21.97037°Ö
- Rovajärvi (Gällivare socken, Lappland, 742427-173033), sjö i Gällivare kommun och Lappland 66°49′42″N 21°03′12″Ö / 66.82820°N 21.05327°Ö
- Rovajärvi (Gällivare socken, Lappland, 743748-172185), sjö i Gällivare kommun och Lappland 66°57′13″N 20°52′59″Ö / 66.95362°N 20.88296°Ö
- Rovajärvi (Gällivare socken, Lappland, 744921-173311), sjö i Gällivare kommun och Lappland 67°02′55″N 21°09′54″Ö / 67.04875°N 21.16507°Ö
- Rovajärvi (Gällivare socken, Lappland, 748897-174222), sjö i Gällivare kommun och Lappland 67°23′48″N 21°26′59″Ö / 67.39680°N 21.44978°Ö
- Rovajärvi (Gällivare socken, Lappland, 749048-171439), sjö i Gällivare kommun och Lappland 67°25′48″N 20°48′59″Ö / 67.43000°N 20.81647°Ö
- Rovajärvi (Jukkasjärvi socken, Lappland, 753515-176925), sjö i Kiruna kommun och Lappland 67°47′01″N 22°11′53″Ö / 67.78368°N 22.19798°Ö
- Rovajärvi (Jukkasjärvi socken, Lappland, 755086-176767), sjö i Kiruna kommun och Lappland 67°55′45″N 22°11′14″Ö / 67.92928°N 22.18715°Ö
- Rovajärvi (Jukkasjärvi socken, Lappland, 755300-175817), sjö i Kiruna kommun och Lappland 67°57′01″N 21°58′02″Ö / 67.95022°N 21.96719°Ö
- Rovajärvi (Jukkasjärvi socken, Lappland, 756137-175861), sjö i Kiruna kommun och Lappland 68°01′31″N 22°00′10″Ö / 68.02541°N 22.00267°Ö
- Rovajärvi (Karesuando socken, Lappland), sjö i Kiruna kommun och Lappland 67°58′00″N 22°23′56″Ö / 67.96656°N 22.39893°Ö
- Rovankorvanjärvi, sjö i Kiruna kommun och Lappland 67°34′24″N 22°07′14″Ö / 67.57346°N 22.12066°Ö
- Rovasenjärvi, sjö i Gällivare kommun och Lappland 67°05′20″N 20°16′11″Ö / 67.08880°N 20.26966°Ö
- Rovijärvi, sjö i Gällivare kommun och Lappland 66°57′52″N 21°02′34″Ö / 66.96452°N 21.04272°Ö
- Rukojärvi, sjö i Kiruna kommun och Lappland 68°02′42″N 23°00′17″Ö / 68.04501°N 23.00471°Ö
- Rumajärvi, sjö i Gällivare kommun och Lappland 66°57′11″N 20°35′15″Ö / 66.95301°N 20.58760°Ö
- Runkajärvi, sjö i Kiruna kommun och Lappland 68°15′13″N 22°22′36″Ö / 68.25366°N 22.37653°Ö
- Runnarijärvi, sjö i Gällivare kommun och Lappland 67°20′48″N 21°37′33″Ö / 67.34670°N 21.62581°Ö
- Runtomajärvi, sjö i Gällivare kommun och Lappland 67°23′02″N 21°26′23″Ö / 67.38402°N 21.43974°Ö
- Ruodosjärvi, sjö i Kiruna kommun och Lappland 68°17′03″N 22°36′26″Ö / 68.28426°N 22.60725°Ö
- Ruokajärvi, sjö i Gällivare kommun och Lappland 66°54′31″N 20°48′56″Ö / 66.90857°N 20.81542°Ö
- Ruoksujärvi, sjö i Kiruna kommun och Lappland 68°18′02″N 22°06′11″Ö / 68.30065°N 22.10318°Ö
- Ruomusjärvi, sjö i Kiruna kommun och Lappland 67°41′46″N 22°21′15″Ö / 67.69613°N 22.35428°Ö
- Ruostejärvi, sjö i Gällivare kommun och Lappland 67°16′33″N 21°09′23″Ö / 67.27570°N 21.15626°Ö
- Ruovajärvi, sjö i Gällivare kommun och Lappland 66°44′55″N 20°59′02″Ö / 66.74866°N 20.98394°Ö
- Ruutijärvi (Jukkasjärvi socken, Lappland, 750132-176042), sjö i Kiruna kommun och Lappland 67°29′22″N 21°54′53″Ö / 67.48945°N 21.91476°Ö
- Ruutijärvi (Jukkasjärvi socken, Lappland, 750915-176019), sjö i Kiruna kommun och Lappland 67°33′40″N 21°55′08″Ö / 67.56113°N 21.91894°Ö
- Ruutijärvi (Jukkasjärvi socken, Lappland, 752330-175304), sjö i Kiruna kommun och Lappland 67°41′37″N 21°47′03″Ö / 67.69354°N 21.78404°Ö
- Ruvisjärvi, sjö i Gällivare kommun och Lappland 67°10′29″N 21°14′53″Ö / 67.17483°N 21.24802°Ö
- Ryssäjärvi, sjö i Kiruna kommun och Lappland 68°09′50″N 21°48′10″Ö / 68.16389°N 21.80268°Ö
- Rytijärvi (Gällivare socken, Lappland, 741873-170891), sjö i Gällivare kommun och Lappland 66°47′39″N 20°33′28″Ö / 66.79409°N 20.55775°Ö
- Rytijärvi (Gällivare socken, Lappland, 744711-173570), sjö i Gällivare kommun och Lappland 67°01′41″N 21°13′12″Ö / 67.02800°N 21.22011°Ö
- Rytijärvi (Gällivare socken, Lappland, 745927-171536), sjö i Gällivare kommun och Lappland 67°09′06″N 20°46′38″Ö / 67.15179°N 20.77732°Ö
- Rytijärvi (Jukkasjärvi socken, Lappland, 751359-176987), sjö i Kiruna kommun och Lappland 67°35′29″N 22°09′38″Ö / 67.59126°N 22.16059°Ö
- Rytijärvi (Jukkasjärvi socken, Lappland, 751716-174335), sjö i Kiruna kommun och Lappland 67°38′51″N 21°32′07″Ö / 67.64753°N 21.53522°Ö
- Rytijärvi (Karesuando socken, Lappland), sjö i Kiruna kommun och Lappland 67°55′53″N 22°23′09″Ö / 67.93141°N 22.38581°Ö
- Ryyttärijärvi, sjö i Gällivare kommun och Lappland 66°50′58″N 20°55′36″Ö / 66.84935°N 20.92666°Ö
- Rökkyläjärvi, sjö i Kiruna kommun och Lappland 67°42′30″N 21°04′55″Ö / 67.70831°N 21.08192°Ö
- Saarijärvi (Gällivare socken, Lappland, 740909-172951), sjö i Gällivare kommun och Lappland 66°41′43″N 21°00′12″Ö / 66.69532°N 21.00339°Ö
- Saarijärvi (Gällivare socken, Lappland, 741815-171946), sjö i Gällivare kommun och Lappland 66°46′48″N 20°47′54″Ö / 66.78001°N 20.79828°Ö
- Saarijärvi (Gällivare socken, Lappland, 741961-171238), sjö i Gällivare kommun och Lappland 66°47′53″N 20°38′20″Ö / 66.79819°N 20.63877°Ö
- Saarijärvi (Gällivare socken, Lappland, 742456-173121), sjö i Gällivare kommun och Lappland 66°49′48″N 21°04′26″Ö / 66.83012°N 21.07378°Ö
- Saarijärvi (Gällivare socken, Lappland, 742484-171754), sjö i Gällivare kommun och Lappland 66°50′42″N 20°45′58″Ö / 66.84495°N 20.76607°Ö
- Saarijärvi (Gällivare socken, Lappland, 742558-172153), sjö i Gällivare kommun och Lappland 66°50′47″N 20°51′22″Ö / 66.84641°N 20.85614°Ö
- Saarijärvi (Gällivare socken, Lappland, 743321-173279), sjö i Gällivare kommun och Lappland 66°54′28″N 21°07′31″Ö / 66.90790°N 21.12516°Ö
- Saarijärvi (Gällivare socken, Lappland, 743810-171905), sjö i Gällivare kommun och Lappland 66°57′36″N 20°49′22″Ö / 66.96003°N 20.82280°Ö
- Saarijärvi (Gällivare socken, Lappland, 747163-168157), sjö i Gällivare kommun och Lappland 67°16′59″N 20°00′28″Ö / 67.28295°N 20.00783°Ö
- Saarijärvi (Gällivare socken, Lappland, 748448-173610), sjö i Gällivare kommun och Lappland 67°21′40″N 21°18′18″Ö / 67.36125°N 21.30501°Ö
- Saarijärvi (Gällivare socken, Lappland, 748668-175194), sjö i Gällivare kommun och Lappland 67°22′04″N 21°41′01″Ö / 67.36773°N 21.68351°Ö
- Saarijärvi (Gällivare socken, Lappland, 749344-168506), sjö i Gällivare kommun och Lappland 67°28′51″N 20°09′07″Ö / 67.48090°N 20.15205°Ö
- Saarijärvi (Gällivare socken, Lappland, 749605-173104), sjö i Gällivare kommun och Lappland 67°28′06″N 21°12′25″Ö / 67.46837°N 21.20695°Ö
- Saarijärvi (Jukkasjärvi socken, Lappland, 749768-175188), sjö i Kiruna kommun och Lappland 67°27′55″N 21°41′48″Ö / 67.46517°N 21.69662°Ö
- Saarijärvi (Jukkasjärvi socken, Lappland, 750387-176173), sjö i Kiruna kommun och Lappland 67°30′42″N 21°56′48″Ö / 67.51174°N 21.94661°Ö
- Saarijärvi (Jukkasjärvi socken, Lappland, 752707-167600), sjö i Kiruna kommun och Lappland 67°46′55″N 19°59′19″Ö / 67.78193°N 19.98862°Ö
- Saarijärvi (Jukkasjärvi socken, Lappland, 753764-171551), sjö i Kiruna kommun och Lappland 67°51′01″N 20°55′29″Ö / 67.85019°N 20.92462°Ö
- Saarijärvi (Jukkasjärvi socken, Lappland, 755065-177481), sjö i Kiruna kommun och Lappland 67°54′57″N 22°22′03″Ö / 67.91593°N 22.36753°Ö
- Saarijärvi (Jukkasjärvi socken, Lappland, 757929-174892), sjö i Kiruna kommun och Lappland 68°11′29″N 21°48′22″Ö / 68.19131°N 21.80599°Ö
- Saarijärvi (Karesuando socken, Lappland, 755738-178024), sjö i Kiruna kommun och Lappland 67°58′26″N 22°31′02″Ö / 67.97383°N 22.51717°Ö
- Saarijärvi (Karesuando socken, Lappland, 758410-176528), sjö i Kiruna kommun och Lappland 68°13′27″N 22°13′19″Ö / 68.22405°N 22.22197°Ö
- Saarijärvi (Karesuando socken, Lappland, 758864-175715), sjö i Kiruna kommun och Lappland 68°16′20″N 22°02′24″Ö / 68.27234°N 22.03993°Ö
- Saarijärvi (Karesuando socken, Lappland, 759664-172332), sjö i Kiruna kommun och Lappland 68°22′16″N 21°13′56″Ö / 68.37104°N 21.23235°Ö
- Saatukajärvi, sjö i Kiruna kommun och Lappland 68°04′58″N 22°28′17″Ö / 68.08265°N 22.47130°Ö
- Saatukkajärvi, sjö i Kiruna kommun och Lappland 68°06′02″N 22°31′46″Ö / 68.10056°N 22.52936°Ö
- Sadjemjärvi, sjö i Gällivare kommun och Lappland 66°58′15″N 21°11′24″Ö / 66.97092°N 21.18994°Ö
- Sahajärvi, sjö i Kiruna kommun och Lappland 67°38′02″N 21°04′42″Ö / 67.63388°N 21.07821°Ö
- Saimujärvi, sjö i Gällivare kommun och Lappland 66°50′41″N 20°57′46″Ö / 66.84476°N 20.96270°Ö
- Sainvaaranjärvi, sjö i Kiruna kommun och Lappland 67°45′27″N 22°01′43″Ö / 67.75756°N 22.02851°Ö
- Saittajärvi (Gällivare socken, Lappland), sjö i Gällivare kommun och Lappland 67°26′40″N 21°37′20″Ö / 67.44439°N 21.62209°Ö
- Saittajärvi (Jukkasjärvi socken, Lappland), sjö i Kiruna kommun och Lappland 67°42′10″N 20°52′32″Ö / 67.70274°N 20.87562°Ö
- Saivojärvi (Gällivare socken, Lappland), sjö i Gällivare kommun och Lappland 67°26′26″N 21°28′39″Ö / 67.44046°N 21.47749°Ö
- Saivojärvi (Jukkasjärvi socken, Lappland, 749913-176060), sjö i Kiruna kommun och Lappland 67°28′13″N 21°53′50″Ö / 67.47031°N 21.89715°Ö
- Saivojärvi (Jukkasjärvi socken, Lappland, 754738-167708), sjö i Kiruna kommun och Lappland 67°58′00″N 20°02′18″Ö / 67.96679°N 20.03824°Ö
- Sakajärvi, sjö i Gällivare kommun och Lappland 67°05′03″N 20°59′26″Ö / 67.08422°N 20.99042°Ö
- Sakkijärvi, sjö i Kiruna kommun och Lappland 67°58′57″N 20°35′32″Ö / 67.98241°N 20.59210°Ö
- Saksajärvi, sjö i Kiruna kommun och Lappland 68°26′57″N 22°26′30″Ö / 68.44927°N 22.44158°Ö
- Saksijärvi, sjö i Gällivare kommun och Lappland 67°33′37″N 20°27′31″Ö / 67.56016°N 20.45871°Ö
- Salamasjärvi, sjö i Kiruna kommun och Lappland 68°12′08″N 21°49′04″Ö / 68.20231°N 21.81784°Ö
- Salkojärvi (Karesuando socken, Lappland, 760364-175844), sjö i Kiruna kommun och Lappland 68°24′26″N 22°06′28″Ö / 68.40709°N 22.10788°Ö
- Salkojärvi (Karesuando socken, Lappland, 760555-175905), sjö i Kiruna kommun och Lappland 68°25′10″N 22°07′16″Ö / 68.41938°N 22.12109°Ö
- Salkosenjärvi, sjö i Gällivare kommun och Lappland 66°42′47″N 21°01′34″Ö / 66.71309°N 21.02623°Ö
- Salmijärvi (Gällivare socken, Lappland, 741480-173123), sjö i Gällivare kommun och Lappland 66°44′34″N 21°03′35″Ö / 66.74273°N 21.05959°Ö
- Salmijärvi (Gällivare socken, Lappland, 741726-172377), sjö i Gällivare kommun och Lappland 66°46′14″N 20°53′29″Ö / 66.77046°N 20.89152°Ö
- Salmijärvi (Gällivare socken, Lappland, 741909-171206), sjö i Gällivare kommun och Lappland 66°47′43″N 20°37′47″Ö / 66.79514°N 20.62974°Ö
- Salmijärvi (Gällivare socken, Lappland, 742811-172290), sjö i Gällivare kommun och Lappland 66°52′11″N 20°52′59″Ö / 66.86964°N 20.88312°Ö
- Salmijärvi (Gällivare socken, Lappland, 746777-171341), sjö i Gällivare kommun och Lappland 67°13′52″N 20°44′54″Ö / 67.23118°N 20.74827°Ö
- Salmijärvi (Gällivare socken, Lappland, 747892-173054), sjö i Gällivare kommun och Lappland 67°18′57″N 21°09′54″Ö / 67.31597°N 21.16504°Ö
- Salmijärvi (Gällivare socken, Lappland, 748089-172450), sjö i Gällivare kommun och Lappland 67°20′17″N 21°01′45″Ö / 67.33817°N 21.02918°Ö
- Salmijärvi (Gällivare socken, Lappland, 748514-173675), sjö i Gällivare kommun och Lappland 67°22′08″N 21°19′26″Ö / 67.36897°N 21.32384°Ö
- Salmijärvi (Gällivare socken, Lappland, 748687-172217), sjö i Gällivare kommun och Lappland 67°24′01″N 20°58′36″Ö / 67.40030°N 20.97665°Ö
- Salmijärvi (Gällivare socken, Lappland, 748760-174615), sjö i Gällivare kommun och Lappland 67°22′51″N 21°32′40″Ö / 67.38095°N 21.54442°Ö
- Salmijärvi (Gällivare socken, Lappland, 748779-170931), sjö i Gällivare kommun och Lappland 67°24′59″N 20°41′00″Ö / 67.41646°N 20.68336°Ö
- Salmijärvi (Gällivare socken, Lappland, 749273-171056), sjö i Gällivare kommun och Lappland 67°26′59″N 20°44′38″Ö / 67.44968°N 20.74381°Ö
- Salmijärvi (Gällivare socken, Lappland, 749526-173511), sjö i Gällivare kommun och Lappland 67°27′35″N 21°18′54″Ö / 67.45986°N 21.31496°Ö
- Salmijärvi (Gällivare socken, Lappland, 751804-168152), sjö i Gällivare kommun och Lappland 67°41′50″N 20°05′16″Ö / 67.69734°N 20.08778°Ö
- Salmijärvi (Jukkasjärvi socken, Lappland, 750023-173612), sjö i Kiruna kommun och Lappland 67°30′08″N 21°20′48″Ö / 67.50223°N 21.34665°Ö
- Salmijärvi (Jukkasjärvi socken, Lappland, 750489-174558), sjö i Kiruna kommun och Lappland 67°32′08″N 21°34′07″Ö / 67.53567°N 21.56855°Ö
- Salmijärvi (Jukkasjärvi socken, Lappland, 750727-175625), sjö i Kiruna kommun och Lappland 67°32′54″N 21°49′41″Ö / 67.54834°N 21.82803°Ö
- Salmijärvi (Jukkasjärvi socken, Lappland, 750763-175136), sjö i Kiruna kommun och Lappland 67°33′29″N 21°42′25″Ö / 67.55803°N 21.70707°Ö
- Salmijärvi (Jukkasjärvi socken, Lappland, 750857-171529), sjö i Kiruna kommun och Lappland 67°35′43″N 20°51′53″Ö / 67.59518°N 20.86474°Ö
- Salmijärvi (Jukkasjärvi socken, Lappland, 752214-172438), sjö i Kiruna kommun och Lappland 67°42′11″N 21°06′11″Ö / 67.70304°N 21.10299°Ö
- Salmijärvi (Jukkasjärvi socken, Lappland, 752319-175804), sjö i Kiruna kommun och Lappland 67°41′14″N 21°54′08″Ö / 67.68717°N 21.90227°Ö
- Salmijärvi (Jukkasjärvi socken, Lappland, 753332-175274), sjö i Kiruna kommun och Lappland 67°47′03″N 21°47′25″Ö / 67.78404°N 21.79033°Ö
- Salmijärvi (Jukkasjärvi socken, Lappland, 753758-171645), sjö i Kiruna kommun och Lappland 67°51′14″N 20°57′03″Ö / 67.85377°N 20.95090°Ö
- Salmijärvi (Jukkasjärvi socken, Lappland, 754023-177514), sjö i Kiruna kommun och Lappland 67°49′27″N 22°19′48″Ö / 67.82412°N 22.32995°Ö
- Salmijärvi (Jukkasjärvi socken, Lappland, 754728-173390), sjö i Kiruna kommun och Lappland 67°55′24″N 21°23′08″Ö / 67.92345°N 21.38546°Ö
- Salmijärvi (Jukkasjärvi socken, Lappland, 755755-174811), sjö i Kiruna kommun och Lappland 68°00′12″N 21°44′45″Ö / 68.00321°N 21.74579°Ö
- Salmijärvi (Jukkasjärvi socken, Lappland, 758095-166460), sjö i Kiruna kommun och Lappland 68°16′20″N 19°47′23″Ö / 68.27235°N 19.78967°Ö
- Salmijärvi (Karesuando socken, Lappland, 757428-175615), sjö i Kiruna kommun och Lappland 68°08′48″N 21°58′35″Ö / 68.14668°N 21.97649°Ö
- Salmijärvi (Karesuando socken, Lappland, 760892-176929), sjö i Kiruna kommun och Lappland 68°26′31″N 22°22′47″Ö / 68.44181°N 22.37961°Ö
- Salurijärvi, sjö i Gällivare kommun och Lappland 66°44′28″N 20°38′53″Ö / 66.74101°N 20.64800°Ö
- Samelassijärvi, sjö i Kiruna kommun och Lappland 67°27′40″N 21°51′57″Ö / 67.46124°N 21.86573°Ö
- Sammakkojärvi (Gällivare socken, Lappland, 744104-175112), sjö i Gällivare kommun och Lappland 66°57′16″N 21°33′16″Ö / 66.95452°N 21.55432°Ö
- Sammakkojärvi (Gällivare socken, Lappland, 748854-174707), sjö i Gällivare kommun och Lappland 67°23′19″N 21°34′04″Ö / 67.38857°N 21.56777°Ö
- Sammakkojärvi (Jukkasjärvi socken, Lappland, 749981-176158), sjö i Kiruna kommun och Lappland 67°28′36″N 21°55′47″Ö / 67.47664°N 21.92977°Ö
- Sammakkojärvi (Jukkasjärvi socken, Lappland, 755745-175940), sjö i Kiruna kommun och Lappland 67°59′24″N 22°00′43″Ö / 67.99013°N 22.01192°Ö
- Sangerjärvi, sjö i Gällivare kommun och Lappland 66°57′56″N 21°32′28″Ö / 66.96544°N 21.54105°Ö
- Sappalojärvi, sjö i Gällivare kommun och Lappland 67°20′41″N 21°09′57″Ö / 67.34472°N 21.16590°Ö
- Sarvijärvi (Gällivare socken, Lappland), sjö i Gällivare kommun och Lappland 67°19′44″N 21°00′53″Ö / 67.32901°N 21.01482°Ö
- Sarvijärvi (Jukkasjärvi socken, Lappland), sjö i Kiruna kommun och Lappland 67°40′56″N 20°53′12″Ö / 67.68216°N 20.88655°Ö
- Sattajärvi (Gällivare socken, Lappland), sjö i Gällivare kommun och Lappland 67°05′19″N 21°08′25″Ö / 67.08871°N 21.14023°Ö
- Sattajärvi (Jukkasjärvi socken, Lappland, 750033-173866), sjö i Kiruna kommun och Lappland 67°30′18″N 21°22′47″Ö / 67.50513°N 21.37975°Ö
- Sattajärvi (Jukkasjärvi socken, Lappland, 754000-172353), sjö i Kiruna kommun och Lappland 67°52′22″N 21°06′44″Ö / 67.87281°N 21.11230°Ö
- Sattajärvi (Jukkasjärvi socken, Lappland, 755477-175684), sjö i Kiruna kommun och Lappland 67°58′56″N 21°56′20″Ö / 67.98234°N 21.93881°Ö
- Sautusjärvi (Jukkasjärvi socken, Lappland), sjö i Kiruna kommun och Lappland 67°51′42″N 20°44′10″Ö / 67.86174°N 20.73600°Ö
- Sautusjärvi (Karesuando socken, Lappland), sjö i Kiruna kommun och Lappland 68°11′52″N 22°13′34″Ö / 68.19787°N 22.22600°Ö
- Sautusvaaranjärvi, sjö i Kiruna kommun och Lappland 67°53′00″N 20°50′00″Ö / 67.88323°N 20.83336°Ö
- Sekkujärvi, sjö i Kiruna kommun och Lappland 68°05′56″N 20°59′29″Ö / 68.09897°N 20.99127°Ö
- Selkisjärvi, sjö i Kiruna kommun och Lappland 67°58′09″N 22°33′21″Ö / 67.96918°N 22.55590°Ö
- Selkäjärvi (Gällivare socken, Lappland), sjö i Gällivare kommun och Lappland 66°53′58″N 21°44′12″Ö / 66.89947°N 21.73656°Ö
- Selkäjärvi (Karesuando socken, Lappland), sjö i Kiruna kommun och Lappland 68°02′33″N 22°47′28″Ö / 68.04261°N 22.79102°Ö
- Seuttajärvi, sjö i Kiruna kommun och Lappland 68°12′51″N 21°24′48″Ö / 68.21418°N 21.41326°Ö
- Siekajärvi, sjö i Gällivare kommun och Lappland 66°42′40″N 21°05′30″Ö / 66.71117°N 21.09171°Ö
- Sieknalasjärvi, sjö i Kiruna kommun och Lappland 68°09′01″N 22°17′56″Ö / 68.15034°N 22.29899°Ö
- Sielmajärvi, sjö i Kiruna kommun och Lappland 67°56′21″N 22°25′49″Ö / 67.93917°N 22.43019°Ö
- Sietasjärvi, sjö i Gällivare kommun och Lappland 67°46′05″N 19°50′34″Ö / 67.76809°N 19.84289°Ö
- Siikajärvi (Gällivare socken, Lappland), sjö i Gällivare kommun och Lappland 67°21′28″N 21°16′11″Ö / 67.35787°N 21.26968°Ö
- Siikajärvi (Jukkasjärvi socken, Lappland, 750340-173412), sjö i Kiruna kommun och Lappland 67°32′05″N 21°17′20″Ö / 67.53460°N 21.28886°Ö
- Siikajärvi (Jukkasjärvi socken, Lappland, 752648-170030), sjö i Kiruna kommun och Lappland 67°45′42″N 20°33′23″Ö / 67.76171°N 20.55641°Ö
- Siikajärvi (Jukkasjärvi socken, Lappland, 752897-170430), sjö i Kiruna kommun och Lappland 67°47′05″N 20°38′26″Ö / 67.78459°N 20.64062°Ö
- Siikakelisenjärvi, sjö i Kiruna kommun och Lappland 67°46′05″N 20°47′45″Ö / 67.76796°N 20.79574°Ö
- Siikaniemenjärvi, sjö i Kiruna kommun och Lappland 67°29′22″N 21°56′27″Ö / 67.48936°N 21.94081°Ö
- Siilasjärvi (Jukkasjärvi socken, Lappland), sjö i Kiruna kommun och Lappland 68°00′42″N 21°46′29″Ö / 68.01171°N 21.77463°Ö
- Siilasjärvi (Karesuando socken, Lappland), sjö i Kiruna kommun och Lappland 68°16′50″N 22°10′10″Ö / 68.28057°N 22.16934°Ö
- Silmäjärvi, sjö i Gällivare kommun och Lappland 67°27′05″N 21°24′02″Ö / 67.45151°N 21.40067°Ö
- Silmäpuolijärvi, sjö i Gällivare kommun och Lappland 67°03′48″N 21°15′28″Ö / 67.06341°N 21.25777°Ö
- Sirrajärvi, sjö i Kiruna kommun och Lappland 68°23′48″N 22°17′10″Ö / 68.39674°N 22.28609°Ö
- Skaulojärvi, sjö i Gällivare kommun och Lappland 67°26′03″N 21°20′13″Ö / 67.43419°N 21.33687°Ö
- Sluotnijärvi, sjö i Gällivare kommun och Lappland 67°01′19″N 21°03′23″Ö / 67.02207°N 21.05652°Ö
- Snarttalijärvi, sjö i Gällivare kommun och Lappland 66°55′37″N 21°13′04″Ö / 66.92698°N 21.21782°Ö
- Soitolajärvi, sjö i Kiruna kommun och Lappland 67°43′11″N 21°14′51″Ö / 67.71968°N 21.24753°Ö
- Sokisjärvi, sjö i Kiruna kommun och Lappland 67°53′13″N 22°01′19″Ö / 67.88684°N 22.02181°Ö
- Sokkomajärvi, sjö i Kiruna kommun och Lappland 68°02′32″N 21°48′27″Ö / 68.04211°N 21.80752°Ö
- Sokkumajärvi, sjö i Kiruna kommun och Lappland 68°02′46″N 21°46′50″Ö / 68.04623°N 21.78069°Ö
- Solasjärvi, sjö i Kiruna kommun och Lappland 68°01′16″N 21°45′52″Ö / 68.02108°N 21.76433°Ö
- Solmijärvi, sjö i Gällivare kommun och Lappland 67°07′28″N 20°54′39″Ö / 67.12447°N 20.91079°Ö
- Sookasjärvi, sjö i Gällivare kommun och Lappland 66°58′15″N 20°58′16″Ö / 66.97074°N 20.97104°Ö
- Sopperojärvi, sjö i Kiruna kommun och Lappland 68°02′32″N 21°39′30″Ö / 68.04226°N 21.65846°Ö
- Sorkijärvi, sjö i Kiruna kommun och Lappland 67°44′18″N 20°31′33″Ö / 67.73842°N 20.52585°Ö
- Sotkajärvi (Karesuando socken, Lappland, 759087-175897), sjö i Kiruna kommun och Lappland 68°17′18″N 22°04′50″Ö / 68.28827°N 22.08054°Ö
- Sotkajärvi (Karesuando socken, Lappland, 759424-175390), sjö i Kiruna kommun och Lappland 68°19′40″N 21°58′18″Ö / 68.32774°N 21.97160°Ö
- Soulijärvi, sjö i Gällivare kommun och Lappland 66°43′43″N 20°59′52″Ö / 66.72859°N 20.99791°Ö
- Soutajärvi, sjö i Kiruna kommun och Lappland 68°15′47″N 22°43′57″Ö / 68.26312°N 22.73246°Ö
- Soutakkojärvi, sjö i Gällivare kommun och Lappland 67°22′53″N 21°34′10″Ö / 67.38149°N 21.56956°Ö
- Soutujärvi, sjö i Gällivare kommun och Lappland 67°25′34″N 21°05′34″Ö / 67.42611°N 21.09272°Ö
- Sovasjärvi (Gällivare socken, Lappland), sjö i Gällivare kommun och Lappland 67°17′51″N 21°46′38″Ö / 67.29748°N 21.77736°Ö
- Sovasjärvi (Jukkasjärvi socken, Lappland), sjö i Kiruna kommun och Lappland 67°44′54″N 22°07′54″Ö / 67.74844°N 22.13180°Ö
- Stikkajärvi, sjö i Gällivare kommun och Lappland 66°53′04″N 21°10′55″Ö / 66.88449°N 21.18185°Ö
- Stirkasjärvi, sjö i Gällivare kommun och Lappland 66°47′53″N 20°50′38″Ö / 66.79816°N 20.84392°Ö
- Suijajärvi, sjö i Kiruna kommun och Lappland 68°12′27″N 22°45′52″Ö / 68.20742°N 22.76455°Ö
- Suksajärvi, sjö i Kiruna kommun och Lappland 67°30′52″N 21°06′43″Ö / 67.51443°N 21.11197°Ö
- Sulajärvi, sjö i Gällivare kommun och Lappland 67°24′14″N 21°07′16″Ö / 67.40396°N 21.12100°Ö
- Sulanjärvi, sjö i Gällivare kommun och Lappland 67°13′57″N 19°49′42″Ö / 67.23240°N 19.82833°Ö
- Sulkajärvi, sjö i Kiruna kommun och Lappland 67°36′22″N 22°10′55″Ö / 67.60608°N 22.18207°Ö
- Sulpulajärvi, sjö i Gällivare kommun och Lappland 66°54′45″N 20°44′33″Ö / 66.91257°N 20.74249°Ö
- Sunkarijärvi, sjö i Gällivare kommun och Lappland 66°48′24″N 20°53′08″Ö / 66.80653°N 20.88555°Ö
- Suolajärvi (Gällivare socken, Lappland), sjö i Gällivare kommun och Lappland 66°50′47″N 21°54′00″Ö / 66.84644°N 21.90000°Ö
- Suolajärvi (Jukkasjärvi socken, Lappland), sjö i Kiruna kommun och Lappland 67°48′31″N 22°21′02″Ö / 67.80869°N 22.35065°Ö
- Suolijärvi, sjö i Kiruna kommun och Lappland 67°56′39″N 22°12′59″Ö / 67.94426°N 22.21644°Ö
- Suolojärvi (Gällivare socken, Lappland), sjö i Gällivare kommun och Lappland 67°03′01″N 20°52′33″Ö / 67.05024°N 20.87579°Ö
- Suolojärvi (Karesuando socken, Lappland, 758486-176919), sjö i Kiruna kommun och Lappland 68°13′30″N 22°18′21″Ö / 68.22501°N 22.30593°Ö
- Suolojärvi (Karesuando socken, Lappland, 759767-175489), sjö i Kiruna kommun och Lappland 68°21′26″N 22°00′23″Ö / 68.35733°N 22.00647°Ö
- Suolujärvi, sjö i Kiruna kommun och Lappland 68°45′19″N 20°57′54″Ö / 68.75539°N 20.96499°Ö
- Suopatusjärvi, sjö i Kiruna kommun och Lappland 68°12′50″N 22°55′56″Ö / 68.21398°N 22.93229°Ö
- Suopatussölänjärvi, sjö i Kiruna kommun och Lappland 68°09′49″N 22°54′30″Ö / 68.16353°N 22.90833°Ö
- Suotuvaarantausjärvi, sjö i Gällivare kommun och Lappland 67°27′19″N 21°09′59″Ö / 67.45524°N 21.16646°Ö
- Supasjärvi, sjö i Kiruna kommun och Lappland 68°07′23″N 20°46′13″Ö / 68.12312°N 20.77035°Ö
- Surujärvi, sjö i Gällivare kommun och Lappland 67°26′29″N 21°29′16″Ö / 67.44144°N 21.48780°Ö
- Suulasjärvi, sjö i Kiruna kommun och Lappland 68°10′03″N 22°50′28″Ö / 68.16740°N 22.84124°Ö
- Suusijärvi, sjö i Gällivare kommun och Lappland 67°00′50″N 21°43′40″Ö / 67.01383°N 21.72791°Ö
- Suvannojärvi, sjö i Gällivare kommun och Lappland 67°12′19″N 21°35′43″Ö / 67.20536°N 21.59526°Ö
- Suvijärvi, sjö i Kiruna kommun och Lappland 68°50′43″N 21°05′12″Ö / 68.84516°N 21.08674°Ö
- Syntymäjärvi, sjö i Gällivare kommun och Lappland 66°45′00″N 20°58′13″Ö / 66.75009°N 20.97037°Ö
- Syväjärvi (Gällivare socken, Lappland, 743587-174875), sjö i Gällivare kommun och Lappland 66°55′02″N 21°29′41″Ö / 66.91727°N 21.49463°Ö
- Syväjärvi (Gällivare socken, Lappland, 744787-173841), sjö i Gällivare kommun och Lappland 67°01′58″N 21°17′01″Ö / 67.03266°N 21.28356°Ö
- Syväjärvi (Jukkasjärvi socken, Lappland, 751592-171991), sjö i Kiruna kommun och Lappland 67°39′23″N 20°58′56″Ö / 67.65630°N 20.98233°Ö
- Syväjärvi (Jukkasjärvi socken, Lappland, 752696-177046), sjö i Kiruna kommun och Lappland 67°42′48″N 22°12′31″Ö / 67.71320°N 22.20863°Ö
- Syväjärvi (Jukkasjärvi socken, Lappland, 752891-177275), sjö i Kiruna kommun och Lappland 67°43′38″N 22°15′33″Ö / 67.72722°N 22.25923°Ö
- Syväjärvi (Jukkasjärvi socken, Lappland, 753535-170092), sjö i Kiruna kommun och Lappland 67°50′30″N 20°34′49″Ö / 67.84164°N 20.58032°Ö
- Syväjärvi (Jukkasjärvi socken, Lappland, 753582-171195), sjö i Kiruna kommun och Lappland 67°50′17″N 20°50′32″Ö / 67.83801°N 20.84217°Ö
- Syväjärvi (Jukkasjärvi socken, Lappland, 753727-177617), sjö i Kiruna kommun och Lappland 67°47′54″N 22°21′29″Ö / 67.79821°N 22.35819°Ö
- Syväjärvi (Jukkasjärvi socken, Lappland, 754140-168705), sjö i Kiruna kommun och Lappland 67°54′17″N 20°16′05″Ö / 67.90473°N 20.26795°Ö
- Syväjärvi (Jukkasjärvi socken, Lappland, 754920-168032), sjö i Kiruna kommun och Lappland 67°58′38″N 20°06′49″Ö / 67.97732°N 20.11365°Ö
- Syväjärvi (Jukkasjärvi socken, Lappland, 756903-175517), sjö i Kiruna kommun och Lappland 68°06′07″N 21°56′40″Ö / 68.10196°N 21.94445°Ö
- Syväjärvi (Karesuando socken, Lappland, 759018-177214), sjö i Kiruna kommun och Lappland 68°16′06″N 22°23′45″Ö / 68.26847°N 22.39588°Ö
- Syväjärvi (Karesuando socken, Lappland, 759625-172376), sjö i Kiruna kommun och Lappland 68°21′51″N 21°14′43″Ö / 68.36414°N 21.24532°Ö
- Syötöjärvi, sjö i Kiruna kommun och Lappland 67°47′21″N 21°52′06″Ö / 67.78907°N 21.86846°Ö
- Särkijärvi (Gällivare socken, Lappland, 741649-171438), sjö i Gällivare kommun och Lappland 66°46′13″N 20°40′40″Ö / 66.77030°N 20.67768°Ö
- Särkijärvi (Gällivare socken, Lappland, 741733-172436), sjö i Gällivare kommun och Lappland 66°46′14″N 20°54′18″Ö / 66.77066°N 20.90500°Ö
- Särkijärvi (Gällivare socken, Lappland, 741748-170991), sjö i Gällivare kommun och Lappland 66°46′56″N 20°34′42″Ö / 66.78224°N 20.57823°Ö
- Särkijärvi (Gällivare socken, Lappland, 742038-171250), sjö i Gällivare kommun och Lappland 66°48′19″N 20°38′49″Ö / 66.80540°N 20.64703°Ö
- Särkijärvi (Gällivare socken, Lappland, 742495-176959), sjö i Gällivare kommun och Lappland 66°48′29″N 21°55′56″Ö / 66.80810°N 21.93225°Ö
- Särkijärvi (Gällivare socken, Lappland, 742736-171959), sjö i Gällivare kommun och Lappland 66°51′55″N 20°48′52″Ö / 66.86526°N 20.81454°Ö
- Särkijärvi (Gällivare socken, Lappland, 743009-171887), sjö i Gällivare kommun och Lappland 66°53′34″N 20°48′09″Ö / 66.89288°N 20.80259°Ö
- Särkijärvi (Gällivare socken, Lappland, 743634-175857), sjö i Gällivare kommun och Lappland 66°54′43″N 21°43′29″Ö / 66.91189°N 21.72468°Ö
- Särkijärvi (Gällivare socken, Lappland, 744963-173743), sjö i Gällivare kommun och Lappland 67°03′01″N 21°15′40″Ö / 67.05035°N 21.26105°Ö
- Särkijärvi (Gällivare socken, Lappland, 746370-167293), sjö i Gällivare kommun och Lappland 67°13′08″N 19°48′05″Ö / 67.21898°N 19.80129°Ö
- Särkijärvi (Gällivare socken, Lappland, 747336-174389), sjö i Gällivare kommun och Lappland 67°15′21″N 21°27′43″Ö / 67.25575°N 21.46188°Ö
- Särkijärvi (Gällivare socken, Lappland, 748813-172419), sjö i Gällivare kommun och Lappland 67°24′11″N 21°02′10″Ö / 67.40305°N 21.03616°Ö
- Särkijärvi (Gällivare socken, Lappland, 748903-176038), sjö i Gällivare kommun och Lappland 67°22′57″N 21°52′31″Ö / 67.38247°N 21.87537°Ö
- Särkijärvi (Gällivare socken, Lappland, 749156-173760), sjö i Gällivare kommun och Lappland 67°25′30″N 21°20′59″Ö / 67.42493°N 21.34970°Ö
- Särkijärvi (Gällivare socken, Lappland, 750146-169262), sjö i Gällivare kommun och Lappland 67°32′43″N 20°19′41″Ö / 67.54536°N 20.32793°Ö
- Särkijärvi (Jukkasjärvi socken, Lappland, 750522-176150), sjö i Kiruna kommun och Lappland 67°31′25″N 21°56′39″Ö / 67.52363°N 21.94406°Ö
- Särkijärvi (Jukkasjärvi socken, Lappland, 751132-175903), sjö i Kiruna kommun och Lappland 67°34′49″N 21°53′38″Ö / 67.58026°N 21.89395°Ö
- Särkijärvi (Jukkasjärvi socken, Lappland, 751970-172102), sjö i Kiruna kommun och Lappland 67°41′27″N 21°01′09″Ö / 67.69083°N 21.01905°Ö
- Särkijärvi (Jukkasjärvi socken, Lappland, 753049-177579), sjö i Kiruna kommun och Lappland 67°44′21″N 22°20′26″Ö / 67.73910°N 22.34066°Ö
- Särkijärvi (Jukkasjärvi socken, Lappland, 754310-178042), sjö i Kiruna kommun och Lappland 67°50′48″N 22°28′23″Ö / 67.84653°N 22.47300°Ö
- Särkijärvi (Jukkasjärvi socken, Lappland, 755258-174465), sjö i Kiruna kommun och Lappland 67°57′41″N 21°39′32″Ö / 67.96143°N 21.65886°Ö
- Särkijärvi (Jukkasjärvi socken, Lappland, 755372-177375), sjö i Kiruna kommun och Lappland 67°56′58″N 22°20′45″Ö / 67.94932°N 22.34584°Ö
- Särkijärvi (Jukkasjärvi socken, Lappland, 755728-176544), sjö i Kiruna kommun och Lappland 67°59′07″N 22°09′25″Ö / 67.98539°N 22.15704°Ö
- Särkijärvi (Karesuando socken, Lappland, 759494-179753), sjö i Kiruna kommun och Lappland 68°17′07″N 23°00′01″Ö / 68.28515°N 23.00038°Ö
- Särkijärvi (Karesuando socken, Lappland, 760198-178837), sjö i Kiruna kommun och Lappland 68°21′26″N 22°49′18″Ö / 68.35717°N 22.82178°Ö
- Sässäjärvi, sjö i Kiruna kommun och Lappland 67°48′54″N 22°08′57″Ö / 67.81513°N 22.14919°Ö
- Säyrisjärvi, sjö i Kiruna kommun och Lappland 67°55′55″N 21°43′29″Ö / 67.93197°N 21.72465°Ö
- Taatsajärvi, sjö i Kiruna kommun och Lappland 68°55′24″N 20°51′09″Ö / 68.92322°N 20.85262°Ö
- Tahkojärvi, sjö i Kiruna kommun och Lappland 68°03′35″N 20°52′31″Ö / 68.05960°N 20.87518°Ö
- Taljajärvi, sjö i Kiruna kommun och Lappland 68°05′25″N 21°58′08″Ö / 68.09025°N 21.96880°Ö
- Talojärvi, sjö i Gällivare kommun och Lappland 66°53′59″N 21°14′20″Ö / 66.89963°N 21.23901°Ö
- Talvirovanjärvi, sjö i Gällivare kommun och Lappland 66°45′32″N 21°43′10″Ö / 66.75890°N 21.71944°Ö
- Talvitiejärvi, sjö i Gällivare kommun och Lappland 66°56′05″N 21°20′07″Ö / 66.93479°N 21.33539°Ö
- Talvitienjärvi (Gällivare socken, Lappland), sjö i Gällivare kommun och Lappland 67°21′34″N 20°59′41″Ö / 67.35933°N 20.99484°Ö
- Tammukkajärvi (Gällivare socken, Lappland, 741116-175319), sjö i Gällivare kommun och Lappland 66°41′33″N 21°32′24″Ö / 66.69238°N 21.54010°Ö
- Tammukkajärvi (Gällivare socken, Lappland, 745879-174472), sjö i Gällivare kommun och Lappland 67°07′30″N 21°27′02″Ö / 67.12507°N 21.45042°Ö
- Tammukkajärvi (Gällivare socken, Lappland, 745916-174376), sjö i Gällivare kommun och Lappland 67°07′45″N 21°25′45″Ö / 67.12915°N 21.42917°Ö
- Tammukkajärvi (Gällivare socken, Lappland, 752911-165430), sjö i Gällivare kommun och Lappland 67°48′46″N 19°27′57″Ö / 67.81280°N 19.46574°Ö
- Tammukkajärvi (Jukkasjärvi socken, Lappland, 752884-167434), sjö i Kiruna kommun och Lappland 67°48′07″N 19°56′25″Ö / 67.80184°N 19.94041°Ö
- Tammukkajärvi (Jukkasjärvi socken, Lappland, 754234-170032), sjö i Kiruna kommun och Lappland 67°54′16″N 20°34′44″Ö / 67.90451°N 20.57891°Ö
- Tammukkajärvi (Jukkasjärvi socken, Lappland, 755199-169656), sjö i Kiruna kommun och Lappland 67°59′47″N 20°30′19″Ö / 67.99651°N 20.50515°Ö
- Tammukkajärvi (Karesuando socken, Lappland), sjö i Kiruna kommun och Lappland 68°16′14″N 22°32′38″Ö / 68.27063°N 22.54384°Ö
- Tansarijärvi, sjö i Kiruna kommun och Lappland 67°38′28″N 20°47′29″Ö / 67.64115°N 20.79127°Ö
- Taukijärvi, sjö i Kiruna kommun och Lappland 68°51′29″N 21°04′46″Ö / 68.85797°N 21.07958°Ö
- Tavijärvi, sjö i Gällivare kommun och Lappland 66°46′43″N 20°45′21″Ö / 66.77856°N 20.75584°Ö
- Telajärvi, sjö i Kiruna kommun och Lappland 68°22′04″N 22°14′56″Ö / 68.36783°N 22.24901°Ö
- Temminkijärvi, sjö i Kiruna kommun och Lappland 67°53′35″N 22°11′42″Ö / 67.89314°N 22.19490°Ö
- Tervajärvi (Gällivare socken, Lappland), sjö i Gällivare kommun och Lappland 67°08′27″N 21°39′32″Ö / 67.14085°N 21.65890°Ö
- Tervajärvi (Karesuando socken, Lappland, 756440-180183), sjö i Kiruna kommun och Lappland 68°00′38″N 23°01′50″Ö / 68.01061°N 23.03053°Ö
- Tervajärvi (Karesuando socken, Lappland, 760047-176213), sjö i Kiruna kommun och Lappland 68°22′24″N 22°11′18″Ö / 68.37323°N 22.18829°Ö
- Teukkajärvi (Gällivare socken, Lappland), sjö i Gällivare kommun och Lappland 67°25′12″N 21°21′58″Ö / 67.41996°N 21.36610°Ö
- Teukkajärvi (Jukkasjärvi socken, Lappland, 755101-174926), sjö i Kiruna kommun och Lappland 67°56′40″N 21°45′23″Ö / 67.94451°N 21.75635°Ö
- Teukkajärvi (Jukkasjärvi socken, Lappland, 755180-175096), sjö i Kiruna kommun och Lappland 67°57′07″N 21°47′15″Ö / 67.95192°N 21.78748°Ö
- Teukkajärvi (Karesuando socken, Lappland), sjö i Kiruna kommun och Lappland 68°12′18″N 21°49′43″Ö / 68.20489°N 21.82869°Ö
- Tiehaarajärvi, sjö i Kiruna kommun och Lappland 68°23′36″N 22°12′52″Ö / 68.39330°N 22.21448°Ö
- Tiejärvi (Gällivare socken, Lappland, 741377-172156), sjö i Gällivare kommun och Lappland 66°44′21″N 20°50′11″Ö / 66.73906°N 20.83636°Ö
- Tiejärvi (Gällivare socken, Lappland, 744608-173551), sjö i Gällivare kommun och Lappland 67°01′08″N 21°12′49″Ö / 67.01895°N 21.21371°Ö
- Tjolmijärvi, sjö i Gällivare kommun och Lappland 66°56′05″N 20°55′26″Ö / 66.93459°N 20.92393°Ö
- Tohtajajärvi, sjö i Gällivare kommun och Lappland 67°23′55″N 21°11′28″Ö / 67.39848°N 21.19109°Ö
- Tolkkijärvi, sjö i Gällivare kommun och Lappland 67°16′29″N 21°07′42″Ö / 67.27465°N 21.12835°Ö
- Tolppajärvi (Jukkasjärvi socken, Lappland, 753635-171303), sjö i Kiruna kommun och Lappland 67°50′31″N 20°52′07″Ö / 67.84195°N 20.86874°Ö
- Tolppajärvi (Jukkasjärvi socken, Lappland, 754041-171572), sjö i Kiruna kommun och Lappland 67°52′28″N 20°56′33″Ö / 67.87436°N 20.94258°Ö
- Tomujärvi, sjö i Gällivare kommun och Lappland 67°24′13″N 20°42′35″Ö / 67.40362°N 20.70971°Ö
- Torasjärvi (Gällivare socken, Lappland, 742454-177230), sjö i Gällivare kommun och Lappland 66°47′36″N 21°59′39″Ö / 66.79344°N 21.99409°Ö
- Torasjärvi (Gällivare socken, Lappland, 748072-171228), sjö i Gällivare kommun och Lappland 67°20′46″N 20°44′31″Ö / 67.34599°N 20.74194°Ö
- Torrijärvi, sjö i Gällivare kommun och Lappland 66°42′57″N 21°47′28″Ö / 66.71595°N 21.79122°Ö
- Tossajärvi, sjö i Gällivare kommun och Lappland 67°20′52″N 21°18′56″Ö / 67.34784°N 21.31569°Ö
- Tuiskujärvi, sjö i Gällivare kommun och Lappland 67°14′10″N 21°44′53″Ö / 67.23601°N 21.74811°Ö
- Tulusjärvi, sjö i Kiruna kommun och Lappland 68°07′46″N 21°44′41″Ö / 68.12935°N 21.74464°Ö
- Tulusvaaranjärvi, sjö i Kiruna kommun och Lappland 68°07′10″N 21°48′52″Ö / 68.11935°N 21.81444°Ö
- Tunturijärvi (Jukkasjärvi socken, Lappland, 750847-172820), sjö i Kiruna kommun och Lappland 67°35′49″N 21°10′20″Ö / 67.59689°N 21.17225°Ö
- Tunturijärvi (Jukkasjärvi socken, Lappland, 754854-174142), sjö i Kiruna kommun och Lappland 67°55′47″N 21°33′38″Ö / 67.92963°N 21.56062°Ö
- Tuohikotajärvi, sjö i Kiruna kommun och Lappland 67°44′03″N 22°25′25″Ö / 67.73413°N 22.42359°Ö
- Tuokimainen Mikkelijärvi, sjö i Kiruna kommun och Lappland 67°36′52″N 21°25′09″Ö / 67.61434°N 21.41928°Ö
- Tuollujärvi, sjö i Kiruna kommun och Lappland 67°52′10″N 20°20′47″Ö / 67.86951°N 20.34651°Ö
- Tuolpukkajärvi, sjö i Kiruna kommun och Lappland 67°55′58″N 21°54′06″Ö / 67.93268°N 21.90172°Ö
- Tuomasjärvi, sjö i Gällivare kommun och Lappland 67°23′55″N 21°21′32″Ö / 67.39853°N 21.35875°Ö
- Tuopukkajärvi, sjö i Kiruna kommun och Lappland 68°12′59″N 20°39′50″Ö / 68.21636°N 20.66378°Ö
- Tärppijärvi, sjö i Kiruna kommun och Lappland 67°39′43″N 21°42′10″Ö / 67.66186°N 21.70287°Ö
- Törmäsjärvi, sjö i Gällivare kommun och Lappland 67°24′54″N 21°35′53″Ö / 67.41493°N 21.59803°Ö
- Töyräjärvi, sjö i Kiruna kommun och Lappland 68°11′09″N 23°01′55″Ö / 68.18585°N 23.03188°Ö
- Uijajärvi (Jukkasjärvi socken, Lappland), sjö i Kiruna kommun och Lappland 67°48′26″N 21°54′37″Ö / 67.80732°N 21.91035°Ö
- Uijajärvi (Karesuando socken, Lappland), sjö i Kiruna kommun och Lappland 68°27′55″N 22°09′31″Ö / 68.46532°N 22.15872°Ö
- Ulkujärvi (Gällivare socken, Lappland), sjö i Gällivare kommun och Lappland 67°27′23″N 21°30′25″Ö / 67.45642°N 21.50686°Ö
- Ulkujärvi (Karesuando socken, Lappland, 759027-177494), sjö i Kiruna kommun och Lappland 68°16′18″N 22°27′39″Ö / 68.27155°N 22.46095°Ö
- Ulkujärvi (Karesuando socken, Lappland, 759246-177778), sjö i Kiruna kommun och Lappland 68°17′08″N 22°32′36″Ö / 68.28543°N 22.54336°Ö
- Unojärvi, sjö i Kiruna kommun och Lappland 68°06′06″N 22°07′47″Ö / 68.10180°N 22.12965°Ö
- Utkujärvi, sjö i Kiruna kommun och Lappland 68°15′54″N 22°28′17″Ö / 68.26509°N 22.47146°Ö
- Utsukkajärvi, sjö i Kiruna kommun och Lappland 68°05′33″N 21°37′34″Ö / 68.09263°N 21.62622°Ö
- Utukkajärvi, sjö i Gällivare kommun och Lappland 67°16′12″N 20°12′02″Ö / 67.26997°N 20.20067°Ö
- Uusijärvi (Gällivare socken, Lappland, 744465-175328), sjö i Gällivare kommun och Lappland 66°59′31″N 21°36′59″Ö / 66.99186°N 21.61629°Ö
- Uusijärvi (Gällivare socken, Lappland, 750190-169777), sjö i Gällivare kommun och Lappland 67°32′37″N 20°26′53″Ö / 67.54366°N 20.44818°Ö
- Uusijärvi (Gällivare socken, Lappland, 750404-168580), sjö i Gällivare kommun och Lappland 67°34′30″N 20°10′44″Ö / 67.57506°N 20.17878°Ö
- Uusijärvi (Jukkasjärvi socken, Lappland), sjö i Kiruna kommun och Lappland 67°48′47″N 22°23′30″Ö / 67.81317°N 22.39171°Ö
- Uusijärvi (Karesuando socken, Lappland, 755086-177710), sjö i Kiruna kommun och Lappland 67°55′08″N 22°24′47″Ö / 67.91896°N 22.41316°Ö
- Uusijärvi (Karesuando socken, Lappland, 758838-180120), sjö i Kiruna kommun och Lappland 68°13′38″N 23°05′47″Ö / 68.22730°N 23.09627°Ö
- Vaarajärvi (Gällivare socken, Lappland), sjö i Gällivare kommun och Lappland 67°24′10″N 21°14′43″Ö / 67.40277°N 21.24514°Ö
- Vaarajärvi (Jukkasjärvi socken, Lappland), sjö i Kiruna kommun och Lappland 67°42′58″N 21°38′13″Ö / 67.71598°N 21.63707°Ö
- Vaaranalusjärvi, sjö i Gällivare kommun och Lappland 67°25′23″N 20°45′45″Ö / 67.42313°N 20.76239°Ö
- Vaaranjärvi (Gällivare socken, Lappland), sjö i Gällivare kommun och Lappland 66°59′33″N 21°29′57″Ö / 66.99260°N 21.49917°Ö
- Vaaranjärvi (Jukkasjärvi socken, Lappland), sjö i Kiruna kommun och Lappland 67°30′37″N 21°37′26″Ö / 67.51028°N 21.62395°Ö
- Vaaranvälijärvi (Jukkasjärvi socken, Lappland), sjö i Kiruna kommun och Lappland 68°05′40″N 21°45′16″Ö / 68.09435°N 21.75439°Ö
- Vaaranvälijärvi (Karesuando socken, Lappland), sjö i Kiruna kommun och Lappland 68°23′30″N 22°28′32″Ö / 68.39170°N 22.47552°Ö
- Vaarasenjärvi, sjö i Gällivare kommun och Lappland 66°47′19″N 20°39′53″Ö / 66.78859°N 20.66467°Ö
- Vahtsajärvi, sjö i Kiruna kommun och Lappland 68°45′47″N 20°59′29″Ö / 68.76313°N 20.99134°Ö
- Vaihetusjärvi, sjö i Gällivare kommun och Lappland 67°25′03″N 21°15′39″Ö / 67.41744°N 21.26090°Ö
- Vaikkojärvi (Gällivare socken, Lappland), sjö i Gällivare kommun och Lappland 67°27′05″N 21°34′53″Ö / 67.45143°N 21.58138°Ö
- Vaikkojärvi (Jukkasjärvi socken, Lappland), sjö i Kiruna kommun och Lappland 67°44′55″N 22°13′22″Ö / 67.74848°N 22.22281°Ö
- Vaikkovaaranjärvi, sjö i Gällivare kommun och Lappland 67°27′21″N 21°37′15″Ö / 67.45577°N 21.62089°Ö
- Vaiskonjärvi (Jukkasjärvi socken, Lappland, 753520-177289), sjö i Kiruna kommun och Lappland 67°46′55″N 22°16′35″Ö / 67.78185°N 22.27625°Ö
- Vaiskonjärvi (Jukkasjärvi socken, Lappland, 753720-177313), sjö i Kiruna kommun och Lappland 67°47′58″N 22°17′22″Ö / 67.79934°N 22.28944°Ö
- Valkeajärvi (Gällivare socken, Lappland), sjö i Gällivare kommun och Lappland 66°46′33″N 20°31′41″Ö / 66.77593°N 20.52805°Ö
- Valkeajärvi (Jukkasjärvi socken, Lappland, 749986-172669), sjö i Kiruna kommun och Lappland 67°30′28″N 21°07′35″Ö / 67.50765°N 21.12642°Ö
- Valkeajärvi (Jukkasjärvi socken, Lappland, 751252-175433), sjö i Kiruna kommun och Lappland 67°35′38″N 21°48′05″Ö / 67.59380°N 21.80142°Ö
- Valkeajärvi (Jukkasjärvi socken, Lappland, 752173-174516), sjö i Kiruna kommun och Lappland 67°41′04″N 21°35′24″Ö / 67.68446°N 21.58993°Ö
- Valkeajärvi (Jukkasjärvi socken, Lappland, 752685-177739), sjö i Kiruna kommun och Lappland 67°42′21″N 22°21′59″Ö / 67.70582°N 22.36625°Ö
- Valkeajärvi (Karesuando socken, Lappland), sjö i Kiruna kommun och Lappland 68°26′09″N 22°22′41″Ö / 68.43575°N 22.37809°Ö
- Valkeasiipijärvi, sjö i Kiruna kommun och Lappland 67°53′16″N 20°11′46″Ö / 67.88772°N 20.19600°Ö
- Valkeavesijärvi (Jukkasjärvi socken, Lappland, 751628-177258), sjö i Kiruna kommun och Lappland 67°36′52″N 22°13′20″Ö / 67.61440°N 22.22213°Ö
- Valkeavesijärvi (Jukkasjärvi socken, Lappland, 753393-177653), sjö i Kiruna kommun och Lappland 67°46′01″N 22°21′41″Ö / 67.76701°N 22.36132°Ö
- Valkeäjärvi, sjö i Gällivare kommun och Lappland 66°44′57″N 20°55′33″Ö / 66.74912°N 20.92579°Ö
- Valkkijärvi, sjö i Kiruna kommun och Lappland 67°47′04″N 21°29′25″Ö / 67.78452°N 21.49036°Ö
- Vanhajärvi, sjö i Kiruna kommun och Lappland 67°51′45″N 20°59′02″Ö / 67.86262°N 20.98385°Ö
- Vanhanpaikanjärvi, sjö i Gällivare kommun och Lappland 66°58′16″N 21°34′38″Ö / 66.97124°N 21.57712°Ö
- Vapajärvi, sjö i Kiruna kommun och Lappland 68°11′16″N 22°25′34″Ö / 68.18781°N 22.42614°Ö
- Varkaanjärvi, sjö i Gällivare kommun och Lappland 67°25′04″N 21°00′26″Ö / 67.41774°N 21.00734°Ö
- Vasarajärvi, sjö i Kiruna kommun och Lappland 67°54′04″N 21°47′37″Ö / 67.90112°N 21.79350°Ö
- Vasikkajärvi (Gällivare socken, Lappland, 743236-174600), sjö i Gällivare kommun och Lappland 66°53′17″N 21°25′30″Ö / 66.88818°N 21.42488°Ö
- Vasikkajärvi (Gällivare socken, Lappland, 744635-173585), sjö i Gällivare kommun och Lappland 67°01′16″N 21°13′19″Ö / 67.02110°N 21.22202°Ö
- Vathanjärvi (Jukkasjärvi socken, Lappland, 752779-172945), sjö i Kiruna kommun och Lappland 67°45′19″N 21°14′22″Ö / 67.75521°N 21.23941°Ö
- Vathanjärvi (Jukkasjärvi socken, Lappland, 753132-173328), sjö i Kiruna kommun och Lappland 67°46′58″N 21°19′56″Ö / 67.78277°N 21.33210°Ö
- Veivijärvi, sjö i Kiruna kommun och Lappland 68°48′24″N 21°11′40″Ö / 68.80661°N 21.19438°Ö
- Veläjäjärvi, sjö i Kiruna kommun och Lappland 67°38′11″N 21°34′11″Ö / 67.63650°N 21.56962°Ö
- Venejärvi (Gällivare socken, Lappland), sjö i Gällivare kommun och Lappland 66°55′55″N 22°05′00″Ö / 66.93181°N 22.08343°Ö
- Venejärvi (Jukkasjärvi socken, Lappland), sjö i Kiruna kommun och Lappland 67°32′04″N 21°56′02″Ö / 67.53437°N 21.93390°Ö
- Venejärvi (Karesuando socken, Lappland), sjö i Kiruna kommun och Lappland 68°09′11″N 22°30′20″Ö / 68.15298°N 22.50556°Ö
- Venetjärvi (Gällivare socken, Lappland, 740875-173686), sjö i Gällivare kommun och Lappland 66°41′03″N 21°10′35″Ö / 66.68428°N 21.17652°Ö
- Venetjärvi (Gällivare socken, Lappland, 749058-173977), sjö i Gällivare kommun och Lappland 67°24′46″N 21°23′48″Ö / 67.41269°N 21.39669°Ö
- Venijärvi, sjö i Kiruna kommun och Lappland 67°46′50″N 21°16′05″Ö / 67.78069°N 21.26815°Ö
- Verkkojärvi, sjö i Gällivare kommun och Lappland 67°02′03″N 20°58′49″Ö / 67.03420°N 20.98018°Ö
- Vierajärvi, sjö i Gällivare kommun och Lappland 67°19′07″N 19°56′01″Ö / 67.31857°N 19.93356°Ö
- Vierrajärvi, sjö i Gällivare kommun och Lappland 66°53′21″N 21°06′21″Ö / 66.88904°N 21.10572°Ö
- Vihtukkajärvi, sjö i Gällivare kommun och Lappland 66°41′02″N 21°16′16″Ö / 66.68389°N 21.27110°Ö
- Vihviläjärvi, sjö i Gällivare kommun och Lappland 66°59′52″N 21°15′02″Ö / 66.99772°N 21.25061°Ö
- Viipijärvi, sjö i Kiruna kommun och Lappland 67°59′14″N 22°20′14″Ö / 67.98722°N 22.33736°Ö
- Vikatteenvarsijärvi, sjö i Kiruna kommun och Lappland 67°43′18″N 21°40′22″Ö / 67.72162°N 21.67286°Ö
- Vilksijärvi, sjö i Kiruna kommun och Lappland 67°38′45″N 21°33′30″Ö / 67.64590°N 21.55822°Ö
- Villenjärvi, sjö i Kiruna kommun och Lappland 67°56′32″N 20°40′20″Ö / 67.94212°N 20.67226°Ö
- Virojärvi, sjö i Gällivare kommun och Lappland 67°26′04″N 21°38′01″Ö / 67.43443°N 21.63371°Ö
- Vittajärvi (Jukkasjärvi socken, Lappland, 749864-173272), sjö i Kiruna kommun och Lappland 67°29′29″N 21°14′52″Ö / 67.49146°N 21.24789°Ö
- Vittajärvi (Jukkasjärvi socken, Lappland, 749974-172774), sjö i Kiruna kommun och Lappland 67°30′14″N 21°08′30″Ö / 67.50400°N 21.14180°Ö
- Vivunkijärvi, sjö i Kiruna kommun och Lappland 67°45′09″N 22°11′08″Ö / 67.75255°N 22.18567°Ö
- Vungilojärvi, sjö i Gällivare kommun och Lappland 67°08′06″N 20°58′16″Ö / 67.13494°N 20.97103°Ö
- Vuoksujärvi, sjö i Kiruna kommun och Lappland 68°02′01″N 21°44′42″Ö / 68.03375°N 21.74500°Ö
- Vuollakkajärvi, sjö i Gällivare kommun och Lappland 66°52′34″N 21°07′59″Ö / 66.87616°N 21.13312°Ö
- Vuollipetsijärvi, sjö i Kiruna kommun och Lappland 67°54′15″N 20°43′06″Ö / 67.90425°N 20.71828°Ö
- Vuomajärvi (Gällivare socken, Lappland, 740724-173676), sjö i Gällivare kommun och Lappland 66°40′24″N 21°10′10″Ö / 66.67337°N 21.16938°Ö
- Vuomajärvi (Gällivare socken, Lappland, 741720-171043), sjö i Gällivare kommun och Lappland 66°46′46″N 20°35′22″Ö / 66.77938°N 20.58952°Ö
- Vuomajärvi (Gällivare socken, Lappland, 741954-173735), sjö i Gällivare kommun och Lappland 66°46′47″N 21°11′49″Ö / 66.77964°N 21.19693°Ö
- Vuomajärvi (Gällivare socken, Lappland, 743265-174235), sjö i Gällivare kommun och Lappland 66°53′40″N 21°20′21″Ö / 66.89435°N 21.33927°Ö
- Vuomajärvi (Gällivare socken, Lappland, 744053-171812), sjö i Gällivare kommun och Lappland 66°59′05″N 20°48′26″Ö / 66.98471°N 20.80722°Ö
- Vuomajärvi (Gällivare socken, Lappland, 748804-171341), sjö i Gällivare kommun och Lappland 67°24′37″N 20°46′52″Ö / 67.41024°N 20.78098°Ö
- Vuomajärvi (Jukkasjärvi socken, Lappland), sjö i Kiruna kommun och Lappland 67°34′16″N 21°08′55″Ö / 67.57113°N 21.14873°Ö
- Vuomajärvi (Karesuando socken, Lappland), sjö i Kiruna kommun och Lappland 68°10′41″N 22°03′17″Ö / 68.17796°N 22.05462°Ö
- Vuontisjärvi, sjö i Kiruna kommun och Lappland 68°21′44″N 22°45′28″Ö / 68.36230°N 22.75767°Ö
- Vuopiojärvi (Gällivare socken, Lappland), sjö i Gällivare kommun och Lappland 66°37′39″N 21°01′53″Ö / 66.62758°N 21.03126°Ö
- Vuopiojärvi (Karesuando socken, Lappland), sjö i Kiruna kommun och Lappland 68°04′03″N 22°17′24″Ö / 68.06746°N 22.29004°Ö
- Vuoskojärvi (Gällivare socken, Lappland, 741441-173713), sjö i Gällivare kommun och Lappland 66°44′03″N 21°11′45″Ö / 66.73417°N 21.19583°Ö
- Vuoskojärvi (Gällivare socken, Lappland, 745955-170627), sjö i Gällivare kommun och Lappland 67°09′45″N 20°33′34″Ö / 67.16247°N 20.55949°Ö
- Vuoskojärvi (Gällivare socken, Lappland, 748574-173671), sjö i Gällivare kommun och Lappland 67°22′24″N 21°19′07″Ö / 67.37338°N 21.31855°Ö
- Vuoskojärvi (Jukkasjärvi socken, Lappland), sjö i Kiruna kommun och Lappland 67°32′53″N 21°33′23″Ö / 67.54806°N 21.55651°Ö
- Vuoskujärvi (Gällivare socken, Lappland, 746616-168117), sjö i Gällivare kommun och Lappland 67°14′19″N 19°59′01″Ö / 67.23867°N 19.98362°Ö
- Vuoskujärvi (Gällivare socken, Lappland, 748901-175820), sjö i Gällivare kommun och Lappland 67°23′13″N 21°49′47″Ö / 67.38706°N 21.82976°Ö
- Vuoskujärvi (Karesuando socken, Lappland), sjö i Kiruna kommun och Lappland 68°38′53″N 21°34′57″Ö / 68.64812°N 21.58249°Ö
- Vähänajonjärvi, sjö i Kiruna kommun och Lappland 68°17′46″N 23°00′03″Ö / 68.29622°N 23.00073°Ö
- Väkkäräjärvi, sjö i Kiruna kommun och Lappland 67°54′58″N 20°33′09″Ö / 67.91606°N 20.55263°Ö
- Välivaaranjärvi, sjö i Gällivare kommun och Lappland 67°39′07″N 20°28′57″Ö / 67.65196°N 20.48252°Ö
- Vöhäjärvi, sjö i Kiruna kommun och Lappland 67°28′48″N 21°54′00″Ö / 67.48011°N 21.89990°Ö
- Yhteinenjärvi, sjö i Kiruna kommun och Lappland 67°48′53″N 19°56′45″Ö / 67.81482°N 19.94580°Ö
- Yhtieinenjärvi, sjö i Kiruna kommun och Lappland 67°56′47″N 20°50′59″Ö / 67.94638°N 20.84969°Ö
- Yli Ahmajärvi, sjö i Kiruna kommun och Lappland 68°03′55″N 23°07′53″Ö / 68.06529°N 23.13142°Ö
- Yli Ahvenjärvi, sjö i Kiruna kommun och Lappland 68°03′47″N 21°58′14″Ö / 68.06299°N 21.97065°Ö
- Yli Kevusjärvi, sjö i Kiruna kommun och Lappland 68°01′52″N 21°56′05″Ö / 68.03120°N 21.93474°Ö
- Yli Makkarajärvi, sjö i Kiruna kommun och Lappland 67°36′15″N 21°06′22″Ö / 67.60419°N 21.10623°Ö
- Yli Nappasjärvi, sjö i Kiruna kommun och Lappland 67°57′18″N 22°03′18″Ö / 67.95491°N 22.05496°Ö
- Yli Puolisjärvi, sjö i Kiruna kommun och Lappland 67°38′39″N 21°37′50″Ö / 67.64422°N 21.63061°Ö
- Yli Riipijärvi, sjö i Kiruna kommun och Lappland 68°17′23″N 22°51′13″Ö / 68.28966°N 22.85352°Ö
- Yli Ristijärvi, sjö i Kiruna kommun och Lappland 67°47′53″N 21°32′58″Ö / 67.79801°N 21.54955°Ö
- Yli Salmijärvi, sjö i Gällivare kommun och Lappland 67°03′01″N 20°59′32″Ö / 67.05026°N 20.99236°Ö
- Yli Träskajärvi, sjö i Kiruna kommun och Lappland 68°07′58″N 20°24′48″Ö / 68.13274°N 20.41344°Ö
- Yli-Aaltojärvi, sjö i Gällivare kommun och Lappland 67°26′28″N 21°31′05″Ö / 67.44109°N 21.51818°Ö
- Yli-Ankojärvi, sjö i Kiruna kommun och Lappland 67°44′40″N 22°17′30″Ö / 67.74439°N 22.29177°Ö
- Yli-Jänkkäjärvi, sjö i Gällivare kommun och Lappland 67°22′08″N 20°28′17″Ö / 67.36891°N 20.47132°Ö
- Yli-Kannisjärvi, sjö i Kiruna kommun och Lappland 67°43′32″N 22°05′19″Ö / 67.72545°N 22.08856°Ö
- Yli-Koutojärvi, sjö i Kiruna kommun och Lappland 67°49′44″N 22°23′43″Ö / 67.82879°N 22.39517°Ö
- Yli-Leipojärvi, sjö i Gällivare kommun och Lappland 67°02′37″N 21°09′16″Ö / 67.04362°N 21.15449°Ö
- Yli-Nurmajärvi, sjö i Kiruna kommun och Lappland 67°27′16″N 21°54′34″Ö / 67.45436°N 21.90947°Ö
- Yli-Ripukkajärvi, sjö i Kiruna kommun och Lappland 67°27′34″N 21°53′47″Ö / 67.45936°N 21.89645°Ö
- Yli-Ruonajärvi, sjö i Kiruna kommun och Lappland 67°34′34″N 21°54′49″Ö / 67.57601°N 21.91360°Ö
- Yli-Salmijärvi, sjö i Kiruna kommun och Lappland 67°30′43″N 21°19′08″Ö / 67.51190°N 21.31884°Ö
- Yli-Sangerjärvi, sjö i Gällivare kommun och Lappland 66°56′27″N 21°29′20″Ö / 66.94096°N 21.48892°Ö
- Yli-Särkijärvi, sjö i Kiruna kommun och Lappland 67°46′05″N 22°02′23″Ö / 67.76812°N 22.03965°Ö
- Yli-Vuottamajärvi, sjö i Gällivare kommun och Lappland 67°24′29″N 21°12′19″Ö / 67.40799°N 21.20517°Ö
- Ylijiemakkajärvi, sjö i Gällivare kommun och Lappland 67°17′55″N 21°23′21″Ö / 67.29870°N 21.38913°Ö
- Ylinen Aptasjärvi, sjö i Kiruna kommun och Lappland 67°47′17″N 20°22′46″Ö / 67.78798°N 20.37958°Ö
- Ylinen Hannukanjärvi, sjö i Kiruna kommun och Lappland 68°22′05″N 22°05′54″Ö / 68.36802°N 22.09822°Ö
- Ylinen Härkäjärvi, sjö i Kiruna kommun och Lappland 67°56′38″N 21°28′30″Ö / 67.94386°N 21.47487°Ö
- Ylinen Laanijärvi, sjö i Kiruna kommun och Lappland 67°58′24″N 20°27′32″Ö / 67.97339°N 20.45880°Ö
- Ylinen Markkajärvi, sjö i Kiruna kommun och Lappland 67°50′41″N 22°08′37″Ö / 67.84461°N 22.14363°Ö
- Ylinen Ounisjärvi, sjö i Kiruna kommun och Lappland 67°56′39″N 21°36′42″Ö / 67.94412°N 21.61162°Ö
- Ylinen Rengasjärvi, sjö i Kiruna kommun och Lappland 67°55′40″N 21°24′15″Ö / 67.92776°N 21.40419°Ö
- Ylinen Riipijärvi, sjö i Kiruna kommun och Lappland 68°15′02″N 22°50′27″Ö / 68.25063°N 22.84070°Ö
- Ylinen Törmäsjärvi, sjö i Gällivare kommun och Lappland 67°25′14″N 21°35′29″Ö / 67.42048°N 21.59142°Ö
- Ylivuomakkajärvi, sjö i Gällivare kommun och Lappland 67°41′40″N 19°53′33″Ö / 67.69446°N 19.89242°Ö
- Ylivuopio (Jukkasjärvi socken, Lappland), sjö i Kiruna kommun och Lappland 67°29′45″N 21°37′34″Ö / 67.49571°N 21.62624°Ö
- Äijäjärvi (Gällivare socken, Lappland, 743341-174493), sjö i Gällivare kommun och Lappland 66°53′54″N 21°24′10″Ö / 66.89841°N 21.40273°Ö
- Äijäjärvi (Gällivare socken, Lappland, 743446-174210), sjö i Gällivare kommun och Lappland 66°54′31″N 21°20′35″Ö / 66.90853°N 21.34295°Ö
- Äijäjärvi (Gällivare socken, Lappland, 749041-175465), sjö i Gällivare kommun och Lappland 67°24′00″N 21°44′47″Ö / 67.40006°N 21.74648°Ö
- Äijäjärvi (Jukkasjärvi socken, Lappland, 751507-173415), sjö i Kiruna kommun och Lappland 67°38′05″N 21°19′59″Ö / 67.63466°N 21.33319°Ö
- Äijäjärvi (Jukkasjärvi socken, Lappland, 752662-176599), sjö i Kiruna kommun och Lappland 67°42′43″N 22°05′36″Ö / 67.71194°N 22.09323°Ö
- Äijäjärvi (Karesuando socken, Lappland, 756386-177234), sjö i Kiruna kommun och Lappland 68°02′02″N 22°19′36″Ö / 68.03385°N 22.32677°Ö
- Äijäjärvi (Karesuando socken, Lappland, 757087-177433), sjö i Kiruna kommun och Lappland 68°05′53″N 22°23′43″Ö / 68.09796°N 22.39539°Ö
- Äijäperäjärvi (Gällivare socken, Lappland, 749629-172074), sjö i Gällivare kommun och Lappland 67°28′43″N 20°58′19″Ö / 67.47850°N 20.97188°Ö
- Äijäperäjärvi (Gällivare socken, Lappland, 749652-172115), sjö i Gällivare kommun och Lappland 67°28′54″N 20°58′40″Ö / 67.48155°N 20.97770°Ö
- Äijärvi, sjö i Kiruna kommun och Lappland 67°40′00″N 21°23′46″Ö / 67.66660°N 21.39605°Ö
- Ämmäsjärvi (Gällivare socken, Lappland, 743832-177626), sjö i Gällivare kommun och Lappland 66°55′02″N 22°07′10″Ö / 66.91714°N 22.11934°Ö
- Ämmäsjärvi (Gällivare socken, Lappland, 749413-175463), sjö i Gällivare kommun och Lappland 67°25′45″N 21°45′35″Ö / 67.42919°N 21.75962°Ö
- Östra Nilijärvi, sjö i Gällivare kommun och Lappland 67°26′18″N 20°54′07″Ö / 67.43846°N 20.90207°Ö